# Румунська православна церква
Руму́нська правосла́вна це́рква (рум. Biserica Ortodoxă Română, також Правосла́вна це́рква Руму́нії) або Руму́нський патріарха́т (рум. Patriarhia României; також Патріарха́т Руму́нії) — автокефальна помісна Православна церква, що має 7-ме місце в диптиху автокефальних помісних церков. З 1925 року предстоятель церкви носить титул Патріарха. Її юрисдикція охоплює території Румунії та Молдови, з додатковими єпархіями для румунів, які проживають в сусідніх Сербії та Угорщині, а також для громад діаспори в Центральній та Західній Європі, Північній Америці та Океанії. Використовує у своїй літургії візантійський обряд, румунську мову та новоюліанський календар, вона є частиною Східного християнства. Це єдина автокефальна церква в Православ'ї, яка використовує одну з романських мов для літургійного використання.
Більшість населення Румунії (16 367 267, або 85,9 % тих, для кого були дані за даними перепису 2011 року), а також близько 720 000 молдаван належать до Румунської православної церкви.
Члени Румунської православної церкви іноді називають православне християнське вчення таким як Dreapta credință («правильна/коректна віра» або «справжня віра»; порівняно з грецьким ὀρθὴ δόξα, «пряма/правильна/праведна віра»).

## Історія

### Під омофором Константинополя

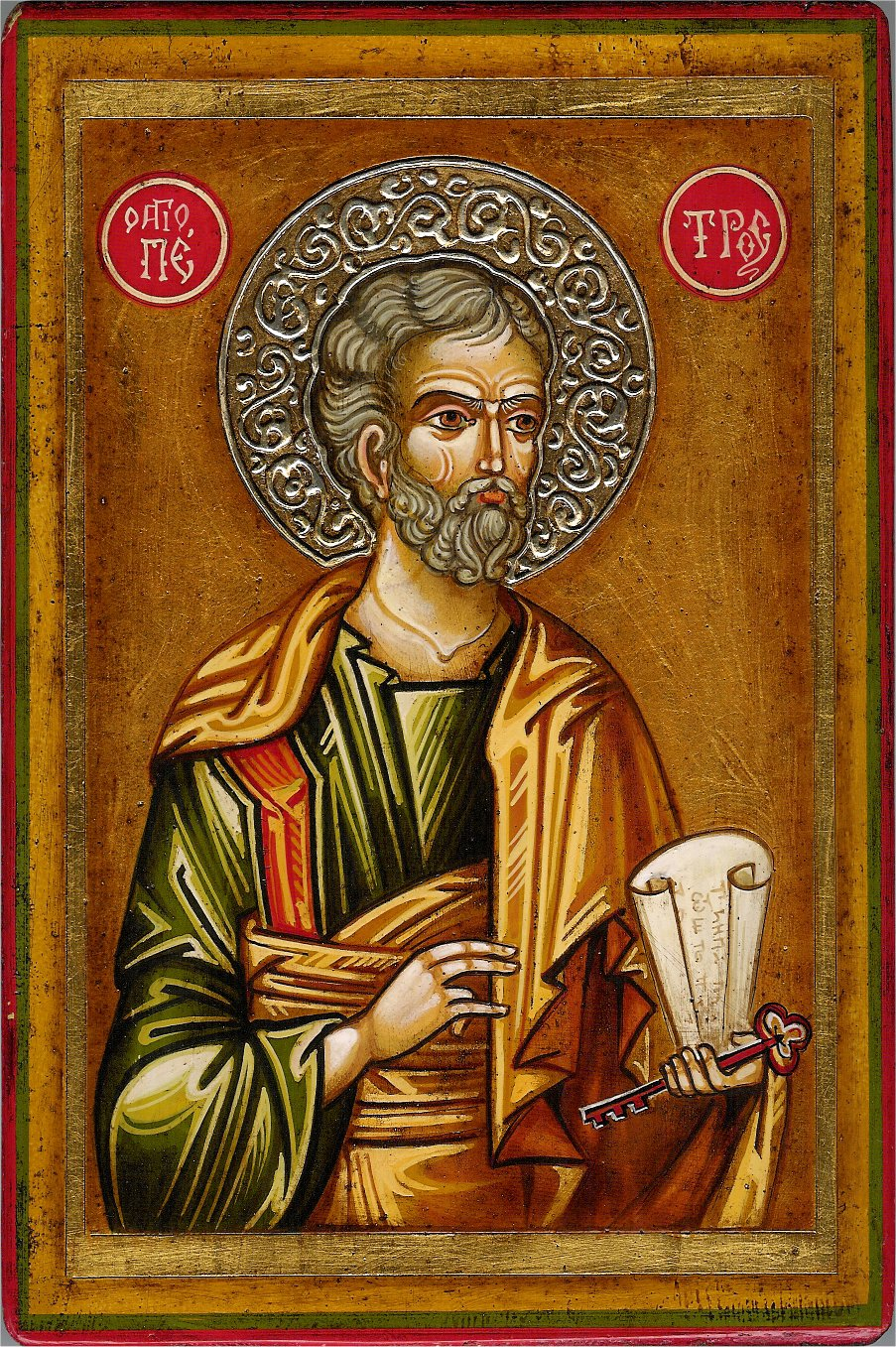
Румунська ікона Святого Петра

За легендою, в межах сучасної Румунії проповідував апостол Андрій Первозваний та апостол Павло. Вважається, що Румунська церква заснована Святим апостолом Андрієм Первозваним, який приніс благу звістку в римську провінцію Скітія Мінор (Мала Скіфія), тобто на території між Чорним морем і Дунаєм, де сьогодні знаходиться Добруджа (південний схід Румунії).
У V ст. на території Румунії християнство поширював святий Микита Ремезіанський (+431).
У 1401 році волоський воєвода Микола Олександр I добився від Константинопольського патріарха піднесення Церкви на території Валахії до рівня автономної митрополії
Молдовська церква після свого заснування, й аж до 1918 року не була в складі Волоської (Румунської) Церкви. Оскільки і політично між молдованами і румунами не було єдности. Юрисдикційно ця територія належала Константинопольському Патріарху, який у 1401 році визнав окрему Молдовську митрополію.
У другій половині XIV ст. — на початку XV ст. канонічну юрисдикцію Галицької митрополії визнавала Молдовська церква. Митрополитові Антонію підлягали також й молдовські єпископи. У 1371 та 1376 роках митрополит Галицький Антоній рукоположив молдовських єпископів Йосифа та Мелетія. У 1394 році патріарх призначив для Молдовської церкви митрополита Ієремію, але його не прийняла світська влада.
1401 року єпископ Йосиф (брат нового князя Молдови Олександра Доброго, висвячений митрополитом Антонієм) був визнаний законним Молдовським митрополитом. Олександр Добрий розділив Молдовське князівство на 3 округи з центрами в Сучаві (столиця), Радауцах і Романі. Православ'я було державною релігією в Молдовському князівстві.
1439 року — після Флорентійської унії, румунські митрополити розірвали зв'язки з Константинополем та підтримували православ'я. Тоді нових митрополитів для Молдови й Волощини почали ставити Охридські архиєпископи.
Відновлення зв'язків з Константинополем відбулось на початку XVI століття, коли Волощина, а потім і Молдовське князівство, була завойоване османами. Проте залежність від Константинопольського патріарха була номінальною й обмежувалась благословенням патріарха під час вступу на катедру митрополитів, яких обирало духовенство і бояри.
Церква стала ініціатором утворення в Молдовському князівстві академії: у 1639 році в Яссах, за підтримки митрополита Київського Петра Могили, була відкрита перша молдовська школа — Слов'яно-греко-латинська академія. Під заступництвом Церкви в Молдовському князівстві виникло книгодрукування: на прохання господаря Василя Лупу митрополит Петро Могила та Львівське православне братство допомогли заснувати при Ясському монастирі Трьох Святителів першу в князівстві друкарню. Згодом книгодрукування було відновлено зусиллями митрополита Досифея за сприяння Москви.
1812 року — після входження частини Молдовського князівства до складу Російської імперії ця територія була включена до юрисдикції Російської Православної Церкви, якою в 1813 році запроваджено Кишинівську єпархію.

### У Князівствах і Королівстві Румунія

Територія Румунської православної церкви

Православна ієрархія на території сучасної Румунії існувала в рамках церковної юрисдикції Константинопольського Вселенського патріархату до 1865 р., коли церкви в румунських князівствах Молдавії та Валахії стали на шлях церковної незалежности, висунувши Ніфона Русайла, митрополита Унгро-Валахія, як перший румунський примат. Князь Александру Іоан Куза, який в 1863 р. здійснив масову конфіскацію монастирських маєтків перед жорсткою опозицією грецької ієрархії в Константинополі, в 1865 р. проштовхнув закон, який проголошував повну незалежність церкви в князівствах від патріархату.
У 1872 р. православні церкви в князівствах — Унгро-Валахії та Молдавії об'єдналися, утворивши Румунську православну церкву.
Після міжнародного визнання незалежности Об'єднаних князівств Молдавії та Валахії (згодом Королівства Румунія) в 1878 році, після тривалого періоду переговорів з Вселенським патріархатом, патріарх Йоаким IV у 1885 році визнав автокефальну Румунську митрополію, яка був підвищений до рангу Патріархату в 1925 році.
Румунська православна церква проголосила своє самоврядування у 1865, після об'єднання князівств Валахії та Молдови в Румунській державі (1862), виділившись таким чином з Константинопольського Патріархату. Автокефалію Румунської православної церкви було визнано лише 25 квітня 1885.
25 лютого 1925 була піднесена до рангу Патріархату, маючи повне догматичне, літургічне і канонічне спілкування з рештою Помісних Православних Церков.
У 1918—1944 до складу Румунської православної церкви входила, автокефальна до того часу, Буковинська митрополія та православні парафії південної Бессарабії. Після зайняття Бессарабії, Румунський Синод заснував Кишинівську архиєпископію. 1927 року її було піднесено до рангу митрополії, а до її складу включено створені румунським Синодом у 1922 році Хотинську та Аккерменську (Четатя-Альба) єпархії.
Канонічна територія — Румунія. Юрисдикція Румунської православної церкви поширюється також на ряд єпархій в Америці (США та Канада), Західної та Південної Європи.

### Комуністичний період

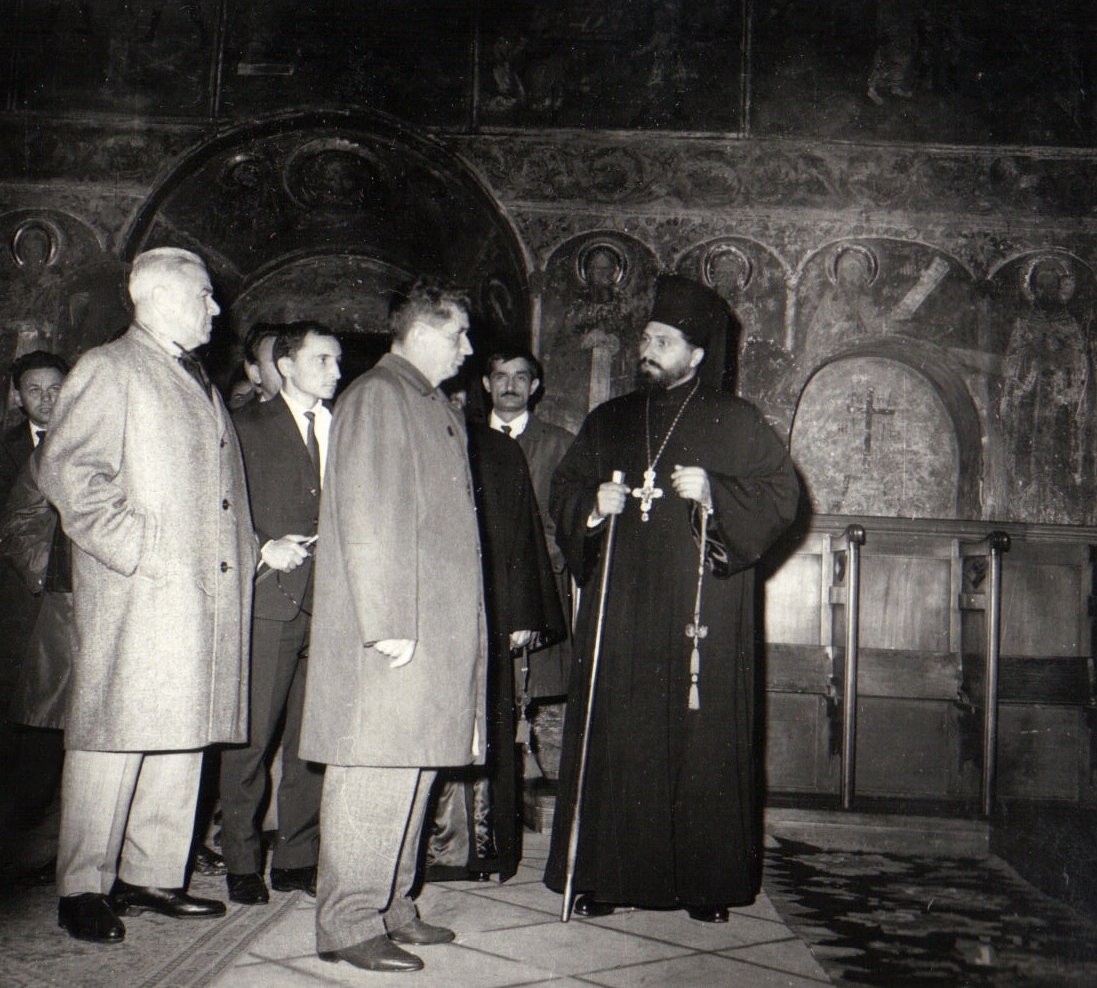
Ніколае Чаушеску та інші представники партії відвідують монастир Неам в 1966 році.

Обмежений доступ до церковних та відповідних державних архівів: 446—447 робить точну оцінку ставлення Румунської православної церкви до комуністичного режиму складною пропозицією. Тим не менше, діяльність православної церкви як установи більш-менш толерувалась марксистсько-ленінським атеїстичним режимом, хоча вона контролювалась за допомогою «спеціальних делегатів» і доступ до публічної сфери був сильно обмежений; спроби репресій, як правило, були зосереджені на окремих віруючих.:253 Ставлення членів церкви, як мирян, так і духовенства, до комуністичного режиму варіюється в широкому діапазоні від опозиції та мучеництва до мовчазної згоди, співпраці чи підпорядкування, спрямованих на забезпечення виживання. Окрім обмеженого доступу до архівів Секурітате та Партії, а також короткого часу, що минув з моменту розгортання цих подій, така оцінка ускладнюється особливостями кожної людини та ситуацією, і розуміння кожного з них про те, як їх власні стосунки з режимом можуть впливати на інших і як це було насправді.
Румунська робітнича партія, яка прийняла політичну владу наприкінці 1947 р., ініціювала масові чистки, що призвели до знищення православної ієрархії. Троє архієпископів раптово померли, висловивши протидію політиці уряду, і ще тринадцять єпископів та архієпископів, що не співпрацюють, були заарештовані. Указом від травня 1947 р. для духовенства було встановлено обов'язковий пенсійний вік, що забезпечило владам зручний спосіб пенсійного забезпечення із застави старогвардійців. Закон про культи від 4 серпня 1948 р. встановив державний контроль за єпископськими виборами та наповнив Священний Синод прихильниками комунізму. Євангельське крило Румунської православної церкви, відоме як Армія Господа, було придушене комуністичною владою в 1948 р. в обмін на підпорядкування та захоплену підтримку державної політики, майнові права на 2500 церковних будівель та інші активи, що належать до (на той час забороненої) румунської греко-католицької церкви були передані Румунській православній церкві; уряд взяв на себе забезпечення зарплат єпископам і священикам, а також фінансові субсидії на видання релігійних книг, календарів та богословських журналів. Видаляючи антикомуністів із числа православного духовенства та створюючи прорежимний, прониклий в таємну поліцію Союз демократичних священників (1945), партія намагалася забезпечити співпрацю ієрархії. До січня 1953 р. близько 300—500 православних священників утримувались у концтаборах, а після смерті патріарха Никодима в травні 1948 р. Партії вдалося домогтися того, щоб на її місце прийшла нібито слухняна Юстініана Марина.
У результаті заходів, прийнятих у 1947–48 рр., держава перебрала 2300 початкових шкіл та 24 середні школи, що працювали при православній церкві. Нова кампанія вразила церкву в 1958-62 рр., Коли більше половини монастирів, що залишилися, були закриті, понад 2000 ченців були змушені працювати на світських роботах, а близько 1500 духовенства та мирян були заарештовані (із загальної кількості до 6000 у 1946-64 рр.). Протягом усього періоду Патріарх Юстиніан пильно стежив за тим, щоб його публічні висловлювання відповідали нормам режиму політичної коректности та уникав образи уряду; справді ієрархія того часу стверджувала, що арешти членів духовенства не були зумовлені релігійними переслідуваннями.
Ситуація церкви почала покращуватися в 1962 р., коли відносини з державою раптово розморозилися, подія, яка збіглася з початком румунського незалежного зовнішньополітичного курсу, в якому політична еліта заохочувала націоналізм як засіб зміцнення своїх позицій проти радянського тиску. Румунська православна церква, інтенсивно національний орган, який зробив значний внесок у румунську культуру з XIV століття, став розглядатися режимом як природний партнер. В результаті цієї другої кооптації, на цей раз як союзник, церква вступила в період різкого відновлення. До 1975 року її єпархіальне духовенство налічувало близько 12 000, і церква вже видавала до того часу вісім високоякісних богословських оглядів, включаючи «Ортодоксію» та «Студії Теологіце». Православні священнослужителі послідовно підтримували зовнішню політику режиму Чаушеску, утримувалися від критики внутрішньої політики та підтримували лінію румунського уряду проти Рад (над Бессарабією) та угорців (над Трансільванією). Станом на 1989 р. два столичні єпископи навіть засідали у Великих національних зборах. Члени ієрархії та духовенства церкви в основному мовчали, оскільки в 1980-х рр. було зруйновано близько двох десятків історичних бухарестських церков, а також оголошено плани систематизації (включаючи руйнування сільських церков). Помітним інакомислячим був Георге Кальчіу-Думітреаса, який був ув'язнений на кілька років і врешті-решт висланий з Румунії в червні 1985 року, після підписання відкритого листа з критикою та вимогою припинити порушення режимом прав людини.
Намагаючись пристосуватися до новостворених обставин, Східна православна церква запропонувала нову еклезіологію, покликану виправдати своє підпорядкування державі в нібито богословському плані. Ця так звана доктрина «Соціального апостольства», розроблена Патріархом Юстиніаном, стверджувала, що церква зобов'язана вірності світській владі і повинна поставити її на службу. Це поняття розпалило консерваторів, яких, як наслідок, очистив Георге Георгіу-Деж, попередник Чаушеску та друг Юстініана. Соціальний Апостолат закликав священнослужителів активізуватися в Народній Республіці, тим самим заклавши основу для підпорядкування церкви державі та співпраці з нею. О. Василеску, православний священник, намагався знайти підстави на підтримку вчення про Соціальний Апостольство в християнській традиції, посилаючись на Августина Гіппонського, Іоанна Златоуста, Максима Сповідника, Орігена та Тертуліана. Ґрунтуючись на цій нібито заснованій традиції, Василеску дійшов висновку, що християни зобов'язані підкорятися своїм світським правителям так, ніби це було волею Божою. Після того, як непокорних усунули з посади, решта єпископів прийняли сервільне ставлення, підтримуючи концепцію нації Чаушеску, підтримуючи його політику та аплодуючи його особливим ідеям про мир.

### Співпраця з Секурітате
Після Румунської революції церква ніколи не визнавала, що коли-небудь охоче співпрацювала з режимом, хоча кілька румунських православних священників публічно визнали після 1989 р., що вони співпрацювали та / або служили інформаторами таємної поліції Секурітате. Яскравим прикладом був єпископ Ніколае Корнеану, митрополит Банатський, який визнав свої зусилля від імені Румунської комуністичної партії та засудив діяльність священнослужителів на підтримку комуністів, включаючи свою власну, як "проституцію Церкви з комуністичним режимом ".
У 1986 році митрополит Антоній Пламедеала захищав програму руйнування церкви Чаушеску в рамках потреби урбанізації та модернізації Румунії. Церковна ієрархія відмовилася намагатись інформувати міжнародну спільноту про те, що відбувається.
Широке розбіжність з релігійними групами в Румунії не з'явилося, поки революція не охопила Східну Європу в 1989 році. Патріарх Румунської православної церкви Теоктист Арапашу підтримував Чаушеску до кінця режиму і навіть привітав його після того, як держава вбила сто демонстрантів у Тімішоарі. Лише за день до страти Чаушеску 24 грудня 1989 року Патріарх засудив його як «нового Ірода-вбивцю дитини».
Після зняття комунізму Патріарх подав у відставку (лише повернувшись через кілька місяців), і Священний Синод вибачився за тих, «хто не мав мужности мучеників».

### Після 1989

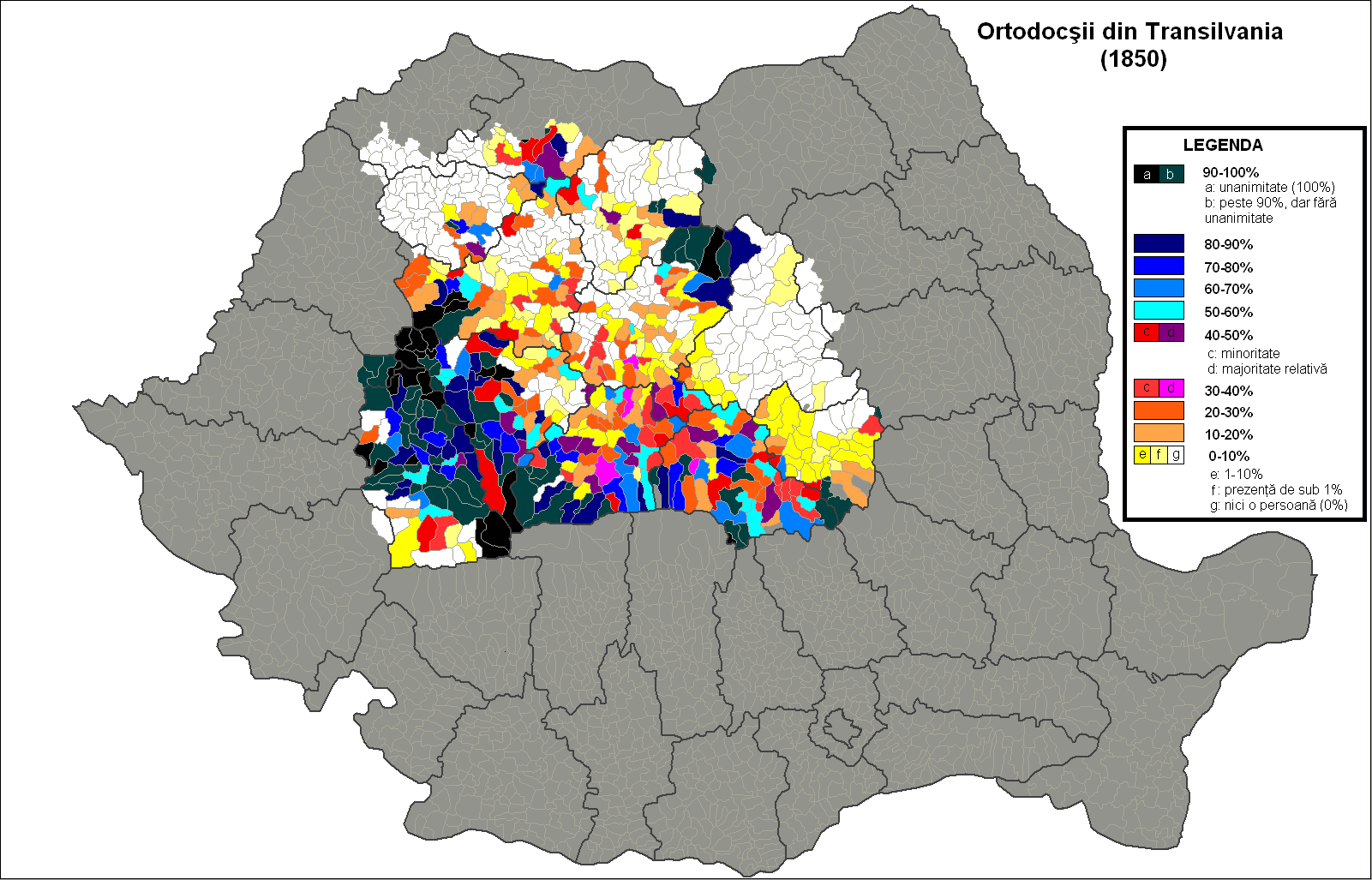
Православні віруючі в Трансільванії за переписом 1850 року

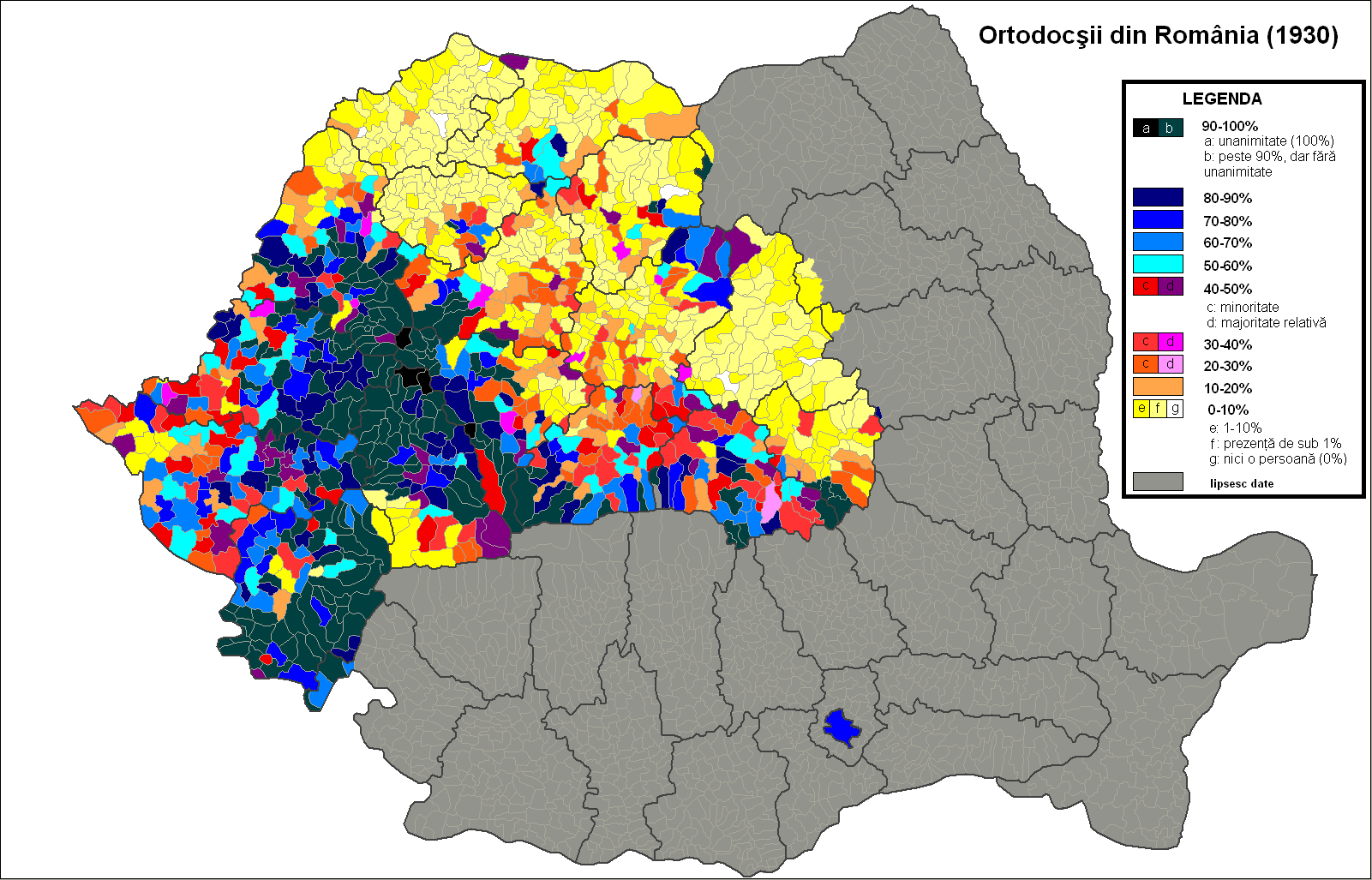
Православні віруючі в Румунії згідно з переписом населення 1930 р. (Дані доступні лише для Трансільванії, Банату, Кришани, Марамуреша та Бухареста)

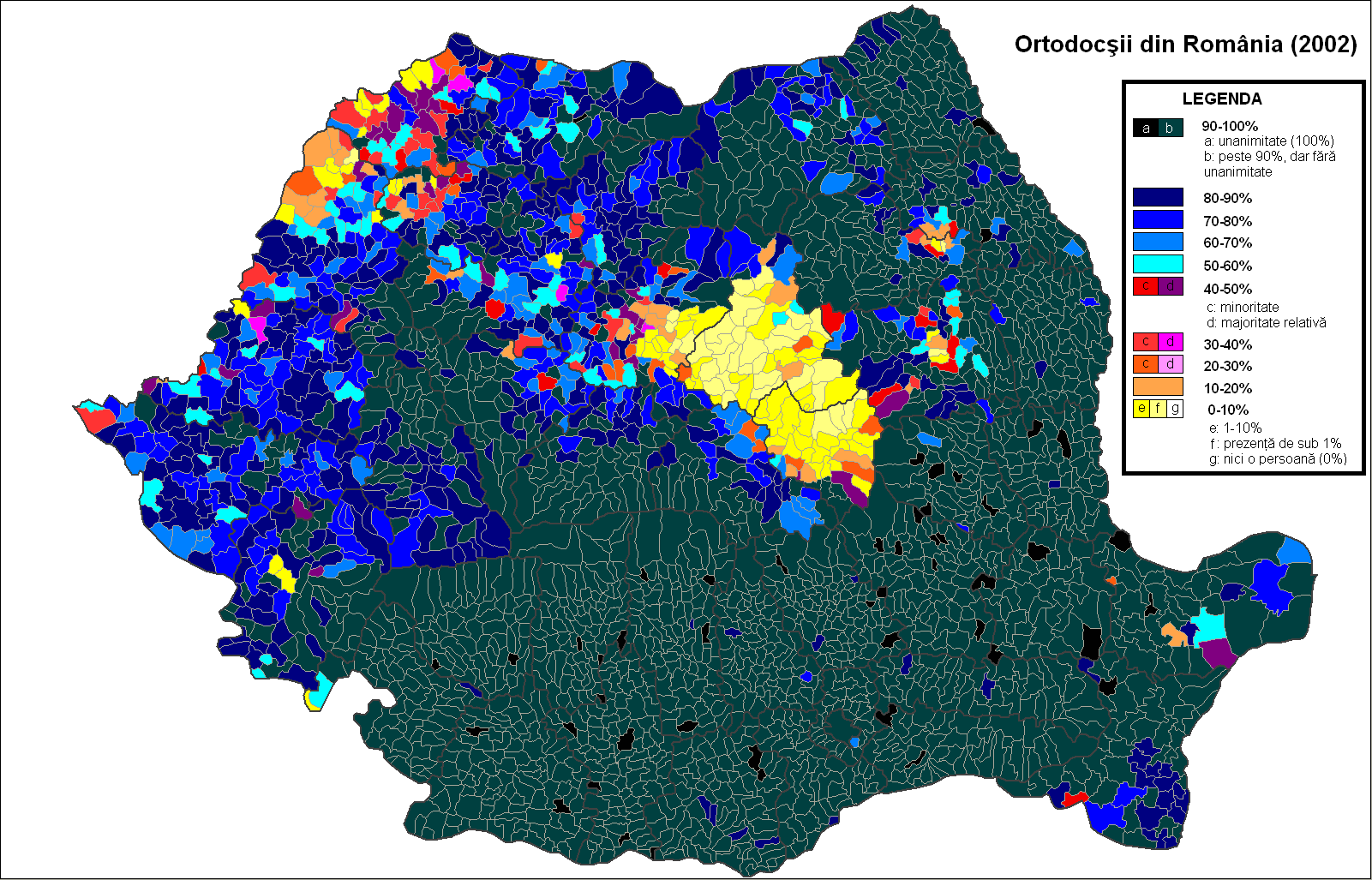
Православні віруючі в Румунії за переписом 2002 року

Коли Румунія здійснила перехід до демократії, церква була звільнена від більшості державного контролю, хоча Державний секретаріат з питань релігійних конфесій все ще зберігає контроль над низкою аспектів управління церквою майном, фінансами та адміністрацією. Держава забезпечує фінансування церкви пропорційно кількості її членів на основі даних перепису населення та «потреб релігії», що вважається «неоднозначним положенням». У даний час держава забезпечує кошти, необхідні для виплати заробітної плати священикам, дияконам та іншим прелатам та пенсій відставному духовенству, а також для витрат, пов'язаних з мирянами церковного персоналу. Для православної церкви це понад 100 мільйонів євро на зарплату, додаткові мільйони — на будівництво та оновлення церковного майна. Те саме стосується всіх визнаних державою релігій в Румунії.
Держава також надає підтримку в будівництві церков та утриманні конструкцій, надаючи перевагу православним парафіям. Держава фінансує всі витрати православних семінарій та коледжів, включаючи зарплату вчителів і професорів, які з метою компенсації вважаються державними службовцями.
Після падіння комунізму лідери греко-католицької церкви стверджували, що східно-католицька громада стикається з культурним та релігійним знищенням: греко-католицькі церкви нібито знищуються представниками Східної православної церкви, дії яких підтримуються та прийнято румунською владою.
У 2002 — влада Молдови зареєстрували «Бессарабську митрополію» як релігійну юридичну особу, а в 2006 визнали її «духовним, канонічним й історичним спадкоємцем Бессарабської митрополії, яка функціонувала до 1944 включно» з її єпархіями.
24 жовтня 2007 Синод Румунської православної церкви утворив 7 нових єпархій. Зокрема, було відновлено 3 єпархії Бессарабської митрополії, які існували до 1944 року. Наразі їх центри знаходяться в молдовських містах Бельци, Кантемирі та Дубоссарах, але з часом Румунська церква має на меті перенести єпископські катедри в українські міста — Хотин, Ізмаїл та Білгород-Дністровський.
21 квітня 2016 року, в рамках офіційного візиту до Румунії, Президент України Петро Порошенко зустрівся з Предстоятелем Румунської православної церкви Святішим Патріархом Даниїлом. Президент України звернувся з проханням, щоб Патріарх Румунії підтримав і сприяв реалізації бажання українців мати єдину православну церкву. Глава української держави також згадав, що в Україні існує понад 100 православних парафій, де релігійні богослужіння відбуваються на румунській мові, і, в цьому контексті, висловив побажання, щоб українці в Румунії могли проводити релігійні служби на рідній мові, в тому числі в Бухаресті. Блаженніший Патріарх Даниїл нагадав Президенту, що в Румунії існує український православний вікаріат, який має 32 парафіяльні церкви та 3 монастирі, в яких релігійні служби проводяться українською мовою. У зв'язку з цим Блаженніший висловив готовність створити парафію для обслуговування української громади в столиці Румунії.
2020 року під час боротьби із коронавірусом Румунська церква пожертвувала 1 480 000 євро (7 153 671 лей) на благодійність.
Десятки тисяч румунів вимагали покласти край традиції зануреного хрещення після того, як 1 лютого 2021 року в Сучаві потонула дитина.

#### Відносини з Православною церквою України
У лютому 2019 року Румунська православна церква висловилась за визнання Православної Церкви України в обмін на гарантії свобод румунських вірян на території України.
У кінці липня 2019 року «Беручи до уваги пастирські потреби румуномовних православних громад в Україні, за зразком організації церковного життя парафій Румунської православної церкви з переважаючим числом етнічних українців» у на Синоді ПЦУ створений Православний Румунський вікаріат Православної Церкви України. Зазначається, що вікаріат підпорядкований безпосередньо предстоятелю Православної церкви України і є особливою адміністративною структурою з правами самоуправління у складі ПЦУ.
28 липня 2019 року Митрополит Епіфаній розповів, що Православна церква Румунії тимчасово призупинила процес визнання ПЦУ через «внутрішні питання» всередині ПЦУ. «Ми більш інтенсивно вели переговори з румунською церквою перед Пасхою. Але напевне, що в зв'язку з певними нашими внутрішніми питаннями, питання визнання було призупинено. Зараз ми продовжимо діалог і віримо, що Румунська церква обов'язково продовжить діалог і долучиться до визнання нашого автокефального статусу», — зазначив тоді предстоятель ПЦУ.
У лютому 2020 року Православна церква Румунії на засіданні Синоду висунула Православній церкві України нові вимоги, зокрема вона виступила за консенсус між Вселенським та Московським патріархатами у питанні української церкви.
У липні 2020 року Румунська церква затвердила організацію українського вікаріату. 30 серпня 2020 року Тимчасовий повірений у справах України в Румунії Паун Роговей, на запрошення Союзу українців Румунії, взяв участь в урочистостях з нагоди освячення архієпископом Тімішоари та митрополитом Банату Іоаном новозбудованої українською громадою церкви Українського православного вікаріату Румунської православної церкви у Тімішоарі. Згадана церква стала десятою серед українських церков в цій місцевості. Крім того, пан Роговей обговорив питання визнання ПЦУ.

### У Республіці Молдова
Румунська православна церква також має юрисдикцію над меншістю віруючих у Молдові, які належать до Бессарабської митрополії, на відміну від більшості, яка належить до Молдавської православної церкви, підпорядкованої Московському патріархату. У 2001 році вона здобула знакову юридичну перемогу проти уряду Молдови в Європейському суді з прав людини, що базується у Страсбурзі.
Це означає, що, незважаючи на поточні політичні проблеми, Бессарабська митрополія тепер визнана «правонаступницею» Митрополичої церкви Бессарабії та Хотіна, яка існувала з 1927 року до її розпуску в 1944 році, коли її канонічна територія була передана під юрисдикцію Московський патріархат Російської православної церкви в 1947 році.

### В Україні
Священний Синод Румунської Православної Церкви на своєму засіданні 29 лютого 2024 року, яке відбулося під головуванням Патріарха Даниїла, ухвалив рішення про заснування на території України своєї структури.

## Організація та структура
Румунська православна церква організована у формі Румунського патріархату. Вищим ієрархічним, канонічним і догматичним авторитетом Румунської православної церкви є Священний Синод.
У Румунії є шість православних митрополій і десять архієпископств, а також понад дванадцять тисяч священників і дияконів, отців слуг давніх вівтарів з парафій, монастирів та соціальних центрів. Усередині країни існує майже 400 монастирів, в яких працюють близько 3500 ченців та 5000 черниць. За межами Румунії функціонують три діаспорські митрополії та два діаспорські єпископства. Станом на 2004 рік, всередині Румунії є п'ятнадцять духовних університетів, де понад десять тисяч студентів (деякі з них з Бессарабії, Буковини та Сербії, які отримують кілька румунських стипендій) в даний час навчаються на богословському рівні. У Румунії для румунських православних віруючих існує понад 14 500 церков (традиційно названих «lăcașe de культ», або молитовні будинки). Станом на 2002 рік, майже 1000 із них або будувалися, або перебудовувались.
У даний час патріаршу катедру займає Данило I, архиєпископ Бухареста, митрополит Мунтенія і Добруджа (колишня Унгро-Валахія) і Патріарх всієї Румунської православної церкви. З 1776 року митрополит Унгро-Валахії є титулярним єпископом Кесарії в Каппадокії (Locțiitor al tronului Cezareei Capadociei), честь, яку надав Вселенський патріарх Софроній II.р
- Теофан Саву, митрополит Молдавський і Буковинський[17]
- Лауреню Стреза, митрополит Трансільванії[18]
- Андрей Андрейкуш, митрополит Клужський, Марамуреський та Салайський
- Іоан Сележан, митрополит Банатський
- Іріней Попа, митрополит Олтенія
- Петру Педурару, митрополит Бессарабський
- Іосиф Поп, митрополит Західної та Південної Європи
- Серафим Йоанта, митрополит Німеччини та Центральної Європи
- Ніколае Кондреа, митрополит Америки

### Предстоятелі

#### Митрополити Унгро-Валаські (1359—1925)
- Якінф XIV ст.
- Максим Бранцович 1505—1508
- Макарій 1512—1521
- Євтимій I 1561—1576
- Євтимій II 1594—1602
- Діонісій Раллі Палеолог 1600
- Лука Кіпріот 1602—1629
- Теофіл 1636—1648
- Стефан 1648—1653; 1655—1668
- Ігнатій Серб 1653—1662
- Теодосій 1668—1672; 1679—1708
- Варлаам 1672—1679
- Сщмч. Анфім Іверський 1708—1716
- Митрофан 1716—1719
- Даниїл 1719—1731
- Стефан II 1731—1738
- Неофіт I Критянин 1738—1753
- Філарет II 1753—1760
- Григорій II 1760—1787
- Косьма 1787—1792
- Філарет II 1792—1793
- Доситей Філітілі 1793—1810
- Ігнатій 1809—1826
- Нектарій 1813—1825
- Діоніиій (Лупу) 1821—1831
- Григорій IV Даскел 1823—1834
- Неофіт II 1840—1850
- Нифон (Русайле) 1850—1875
- Каллінік (Міклеску) 1875—1886
- Йосиф (Георгян) 1886—1893; 1896—1909
- Геннадій (Петреску) 1893—1896
- Атанасій (Миронеску) 1909—1911
- Конон (Аремеску-Донич) 1912—1918
- Мирон (Кристя) 1919 — 4.II.1925

#### Патріархи Румунські (з 1925)
- Мирон (Кристя) 4.II.1925 — 7.III.1939
- Никодим (Мунтяну) 20.VI.1939 — 27.II.1948
- Юстініан (Марина) 24.V.1948 — 26.III.1977
- Іустин (Моїсеску) 12.VI.1977 — 31.VII.1986
- Теоктист (Арепашу) 16.XI.1986 — 30.VII.2007
- Даниїл (Чоботя) з 30.IX.2007

## Визначні богослови
Думітру Стенілоае (1903—1993) вважається одним з найбільших православних богословів 20 століття, багато писав у всіх основних галузях східнохристиянського систематичного богослов'я. Одним з інших його головних досягнень у теології є 45-річна всебічна серія православної духовности, відома як Румунська Філокалія, колекція текстів, написаних класичними візантійськими письменниками, яку він редагував та перекладав з грецької мови.
Архимандрит Клеопа Іліє (1912—1998), старійшина монастиря Сіхстрія, вважається одним із найбільш репрезентативних отців сучасної румунської православної монастирської духовности.
Містик Румунської православної церкви — отець Арсені Бока. Він також був іконописцем, але також відомим спіритуалістом. Сьогодні його праці є одним із основних читань багатьох православних.
Отець Ніколае Штайнхардт, єврей, навернений до православ'я в комуністичних тюрмах, — ще один провідний представник румунської теології ХХ століття.
Християнський теолог і поет був винятковим і Траяном Дорзі, великим захисником живого руху православного відродження Армія Божа. Його праці дали румунам теологію сповідника і життя православного вчення, захисника сили віри.
У отця Іларіона Аргату було багато учнів та шанувальників живими, і навіть більше після переходу до вічних. Його книги настільки цінуються і шукаються віруючими, що вони, як і у випадку з отцем Думітру Станілоає та іншими теологами, знаходять «творців» творів, які йому неправдиво приписували (часто в прямому протиріччі з теологією).
Отець Софіян Богіу, родом з Бессарабії, був великим християнським подвижником і сповідником. Багато православних його вважають святим. Художник, сповнений благодаті, і винятковий священнослужитель, він багато років працював над Божою справою. Отець Софіян Богіу та отець Адріан Фагешану, найвідоміші священнослужителі з Антимського монастиря, яких також називають «апостолами Бухареста», за християнські свідчення, які вони дали в повну епоху комунізму Чаушеску.
Усі румунські православні богослови, коротко викладені вище, постраждали безпосередньо від комуністичних переслідувань, будучи ув'язненими від 5 до 17 років за свою віру.

## Ювілейні та пам'ятні роки
Ініціативою Патріарха Даниїла, що має глибокий місіонерський вплив на Церкву та суспільство, було проголошення ювілейних та пам'ятних років у Румунському Патріархаті, урочистими засіданнями Священного Синоду, конференціями, конгресами, монастирськими синаксами, дискусіями, програмами катехизації, процесії та інші церковні заходи, присвячені відповідній щорічній темі.
- 2008 — Ювілейний рік Святого Письма та Святої Літургії;
- 2009 — Ювілейно-пам'ятний рік святого Василія Великого, архиєпископа Кесарійського в Каппадокії;
- 2010 — Ювілейний рікправославного віросповідання та румунської автокефалії;
- 2011 — Ювілейний рік Святого Хрещення та Святого Подружжя;
- 2012 — Ювілейний рік Святого Владання та піклування про хворих;
- 2013 — Ювілейний рік святих імператорів Костянтина та Олени;
- 2014 — Ювілейний рік Євхаристії (святої Сповіді та Святого Причастя) та пам'ятний рік святих мучеників родини Бранковяну;
- 2015 — Ювілейний рік місії парафії та монастиря сьогодні та пам'ятний рік святого Іоанна Златоуста та великих духовних пастирів в єпархіях;
- 2016 — Ювілейний рік релігійної освіти для православної молоді та пам'ятний рік святого ієрарха і мученика Антима Іверського та всіх друкарнь Церкви;
- 2017 — Ювілейний рік святих ікон і церковних живописців та пам'ятний рік патріарха Юстина та всіх захисників православ'я за часів комунізму;
- 2018 — Ювілейний рік єдности віри та нації та пам'ятний рік засновників Великого союзу 1918 року;
- 2019 — Урочистий рік церковних хористів та пам'ятний рік патріарха Никодима та перекладачів церковних книг;
- 2020 — Урочистий рік служіння батьків і дітей та пам'ятний рік румунських православних благодійників;
- 2021 — Урочистий рік пастирської опіки румунів за межами Румунії та пам'ятний рік тих, хто спав у Господі; літургічна та культурна цінність кладовищ;

## Критика та суперечки
Румунська православна церква користується широкою підтримкою з боку населення, але вона занепадає в десятилітті 2010 року коли все більше і більше критичних голосів з'являлося до неї.

У міжвоєнний період багато священнослужителів (священників) та простих православних віруючих підтримували або приєднувались до Легіонерського Руху та приймали його жорстокий антисемітизм. Після повстання легіонерів 1941 року Національно-легіонерська держава закінчилася, звинувативши її у численних злочинах та геноциді проти румунських євреїв та інших меншин, а Легіонерський рух був оголошений поза законом. Голосом патріарха Никодима Мунтяну Румунська православна церква проводила агітацію за припинення депортації євреїв Буковини в Придністров'я та репатріацію дітей-сиріт. Рабин, доктор Девід Сафран (надісланий доктором Александру Шафраном, Головний рабин культу мозаїк в Румунії) попросив підтримки патріарха Никодима Мунтяну і був вражений розумінням і співчуттям прелата:
„„Я знаю все, мій дорогий син, Його Високопреосвященство Андреа кассуле подзвонив мені вчора ввечері» (кардинал кассуле був апостольським нунцієм Ватикану в Бухаресті, na) «... місія ... шанує єврейську віру і хрест опоганився ... Сьогодні буду у МС Олена і глава держави. Моя місія - захистити"
Багато священників також рятували життя євреїв або допомагали євреям у важкі часи, загрожуючи їхньому власному життю. Серед них отець Георге Петре-Говора був нагороджений єврейською державою за допомогу, надану під час Голокосту деяким євреям, депортованим до Придністров'я, титулом «Закон між народами». На думку історика Олівера Єнса Шмітта, румунська православна церква ніколи не засуджувала легіонізм.
Інше звинувачення стосується співпраці з Секурітате за часів комуністичного режиму. Серед викритих ієрархів були Андрей Андрейкуш, Калініч Аргату, Ніколае Корнеану, Казіан Крачюн, Епіфанія Нороцель, Теодозі Петреску, Антоні Пламедеала та Пімен Заінея. Митрополит Ніколае Корняну вибачився і визнав, що надав політичній поліції того періоду інформацію про «ворогів народу» в обмін на підтримку прогресу церковної ієрархії. За його словамиУ Мірчі Дінеску, колишнього члена CNSAS, є лист, в якому митрополит Антоній Пламадеала просив Ніколае Чаушеску просунутися з чину полковника до генеральського звання.
Також у комуністичний період Греко-Католицька Церква була позбавлена влади в 1948 р. Новим режимом багатьох її активів на користь Православної Церкви. Після падіння комунізму Румунська церква виступила проти реституції культових місць, що належать греко-католицькому культу.
Справа Танаку та ставлення Румунської церкви викликали суперечки з міжнародним резонансом. Фактично справу було направлено у 2013 році під назвою «Після пагорбів». У 2005 році абат Даніель Короджану та чотири монахині піддали Ірину Корнічі ритуалу екзорцизму, знерухомивши її та зв'язавши руки та ноги ланцюгами та рушниками. Після кількох днів без їжі цей вчинок призвів до її смерті.
Інша критика голосистої меншості православних віруючих посилається на її консервативне ставлення до використання технологічних нововведень, таких як введення біометричних паспортів, на тій підставі, що штрих-код, на думку деяких священнослужителів або віруючих, має налічувати 666 (" диявольський номер ") або, що ця технологія дозволить контролювати громадян окультними організаціями. Ці погляди не є точкою зору Румунської православної церкви.
Таке ж ставлення виявляє меншість православних віруючих щодо подання еволюціонізму в підручниках біології, вважаючи, що це суперечить релігійним догмам, враховуючи те, що Католицька Церква приймає цю наукову теорію (вважаючи це виразом втручання божества). [ цитування ]
Інші критичні думки стосуються бізнесу Румунської церкви і того факту, що він займає привілейоване становище, звільняється від податків і фінансується державою. [ необхідне цитування ] Однак, з фіскальної точки зору, релігійні конфесії в Румунії розглядаються як приватноправові та комунальні організації, асимільовані як податковий режим з НУО, фондами, асоціаціями чи іншими некомерційними організаціями, включаючи політичні партії. або профспілки. Румунська православна церква сплачує податки на землю та споруди, що знаходяться в користуванні, на заробітну плату та на всю господарську діяльність, що здійснюється в межах господарських суб'єктів, які працюють у ній. Єдиними доходами від релігійних культів у Румунії (та в Європейському Союзі), які звільняються від оподаткування, є доходи від продажу релігійних предметів та внесків (не податків) на весілля, хрещення та інші релігійні послуги, які не є комерційною діяльністю. Кошти з цих джерел, призначені для підтримки самофінансування, залишаються виключно у внутрішньому контурі та реінвестуються на утримання та ремонт культових місць, а також на численні соціально-благодійні заходи.
Що стосується викладання релігії в школах, АСУР, ACCEPT та інші атеїстичні неурядові організації вважають це джерелом релігійної індоктринації та сприяють нетерпимості до інших культів та сексуальних меншин.[джерело?]
Румунську православну церкву також звинувачують у тому, що вона не здатна до спілкування, але нетерпима до прогресу та неприхильна до еволюції суспільства.[джерело?]
Румунську церкву також критикують за те, що він вибирає прелатів серед тих, хто притягується до кримінальної відповідальности.
У серпні 2013 року депутат Європарламенту Чербан Боду (PDL) звернувся до Рахункового суду з проханням контролювати розподіл державних коштів, спрямованих Румунській православній церкві за останні п'ять років. Євродепутат аргументував, що його підхід визначався дуже великими сумами грошей, які держава виділяла Румунській церкві, особливо на будівництво церков, так що за час їх побудови було побудовано понад 4000 культових місць.: Нуль шкіл, нуль дитячих садків та нуль державних лікарень. Він також попросив Румунську церкву надати громадськості інформацію про те, як він використовував ці гроші.

### Спаський собор
Іншим джерелом суперечок є будівництво Собору Спасіння Нації, який критикують за виділені фінансові ресурси, але також у зв'язку з його корисністю. Більше того, Румунська церква систематично вимагає коштів на це будівництво як у мерів і префектур Бухареста та провінції, так і у її парафіян, незважаючи на відсутність коштів у місцевих бюджетах та опозицію платників податків.

## Бізнес та багатство
Румунська православна церква має 35 000 гектарів лісу та 40 000 гектарів ріллі по всій країні. За оцінкою розслідування, проведеного в 2011 році Національним телебаченням, їх вартість оцінюється у 420 мільйонів євро.[джерело?]
За словами Adevărul, ця установа знаходиться в топі найбільш прибуткових в країні, і її доходи продовжують зростати. Архиєпархії та мегаполіси мають величезні статки — від будівель, землі, тисяч гектарів лісу до медіа-трестів.[джерело?]
Прибуток, зареєстрований у 2010 р. Румунським патріархатом, становив 1,7 млн євро, а в 2011 р. 6,6 млн євро. У 2009 році Румунський патріархат задекларував фінансовій адміністрації доходи у розмірі 14 мільйонів євро.[джерело?]

## Медіа та преса
Радіо «Тринітас» розпочало свою трансляцію 17 квітня 1998 року в Яшці, будучи частиною, з тих пір до 27 жовтня 2007 року, в рамках Місіонерського культурного інституту «Тринітас» Митрополичої Церкви Молдови та Буковини. 27 жовтня 2007 року Радіо «Трінітас» перенесло свою штаб-квартиру до Бухареста та стало частиною базиліки прес-центру Румунського патріархату.
7 лютого 2005 року митрополича церква Молдови та Буковини відкрила Зіарул Луміна в Яссах. З 1 грудня 2007 року Зіарул Люміна також з'являється в Бухаресті а з 2008 року розповсюджується по всій країні.
14 жовтня 2005 року газета збагатилася щотижневиком «Lumina de Duminică», який розповсюджується по всій країні з 2006 року.
27 жовтня 2007 року Румунський патріархат відкрив сучасний прес-центр під назвою Базиліка, що включає телебачення (Trinitas TV — запущено в той час), радіо (Trinitas), щоденне (Ziarul Lumina), щотижневе (Lumina de Duminică) та інформаційне агентство. Інформаційне агентство «Базиліка» було відкрито 16 червня 2008 року.
У травні 2009 року був запущений журнал «Поклик віри», видання Румунського патріархату, адресоване дітям та християнській родині.

## Галерея

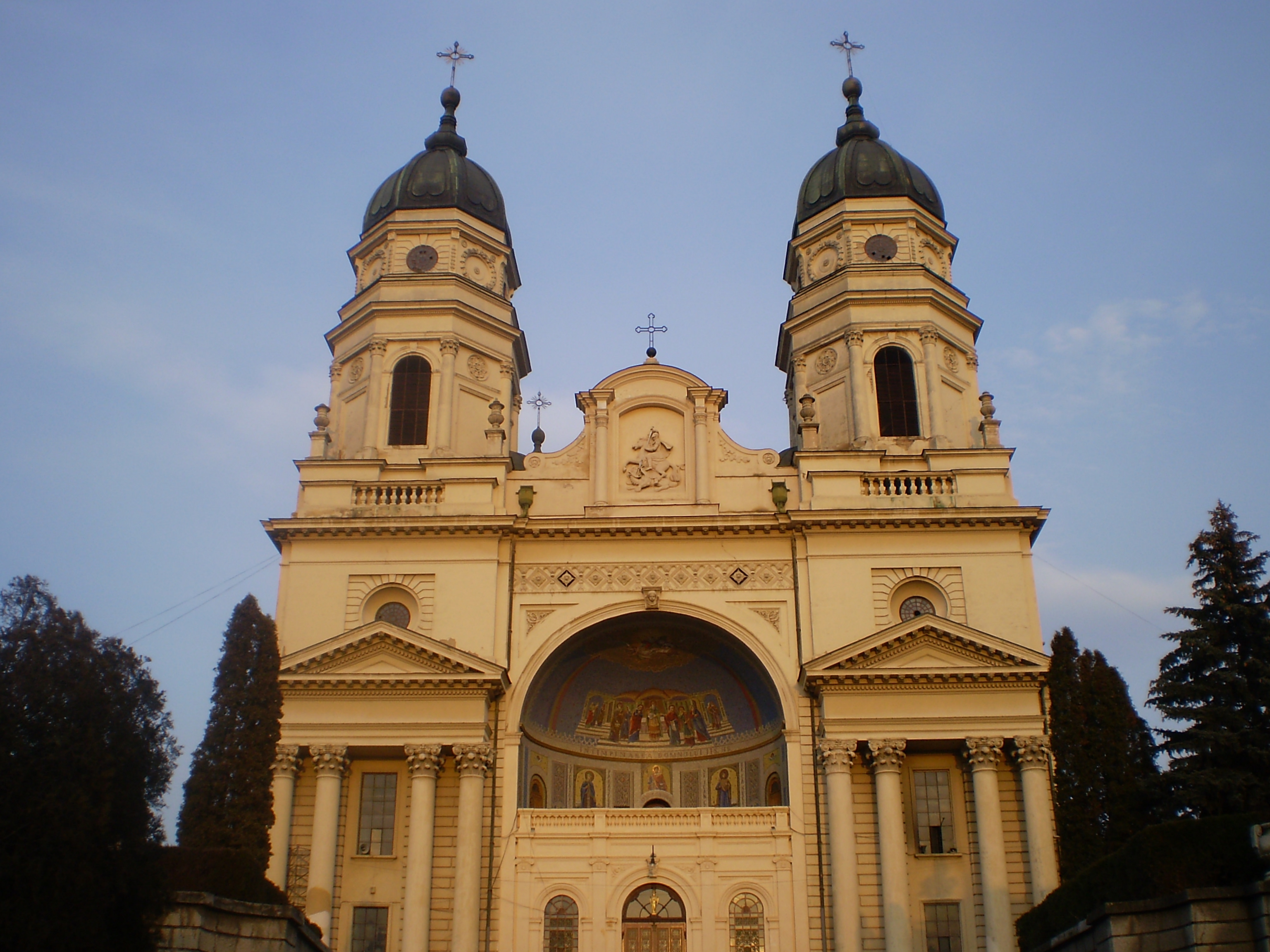
Митрополичий собор[en] у Яссах, найбільша історична православна церква у Румунії
Православний собор у м. Галац
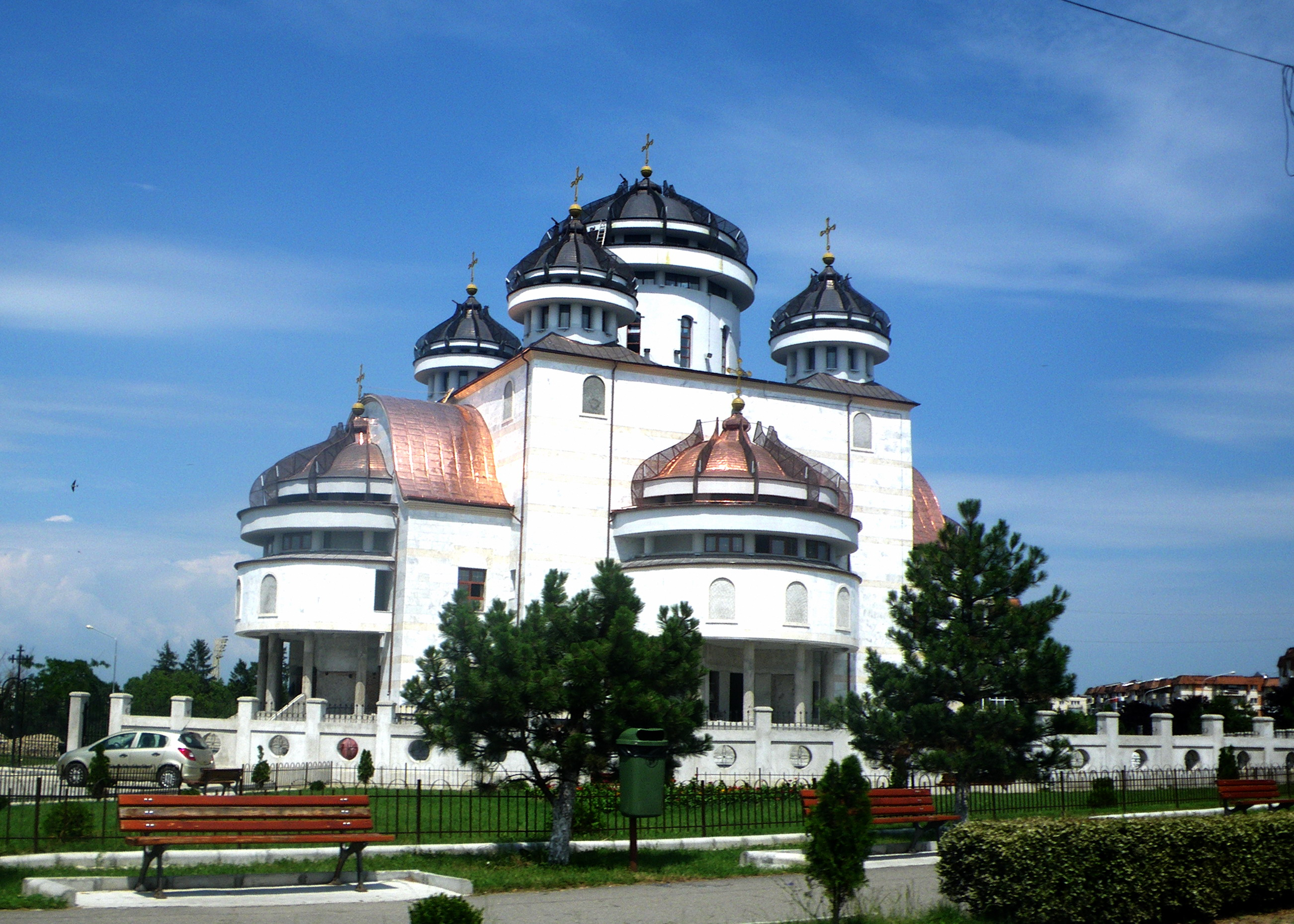
Православний собор у  Міовені
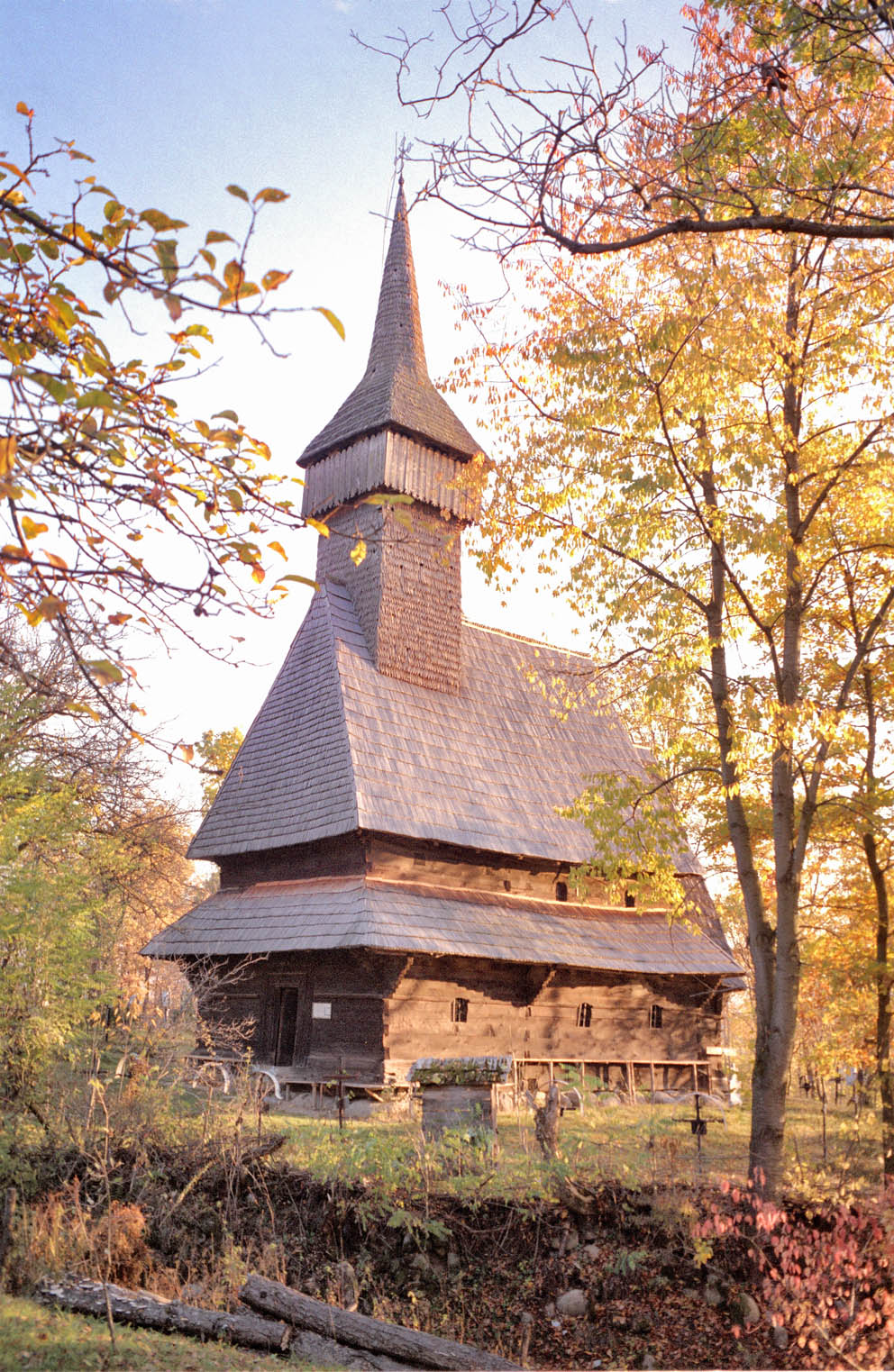
Православна церква у Sârbi Josani[en]
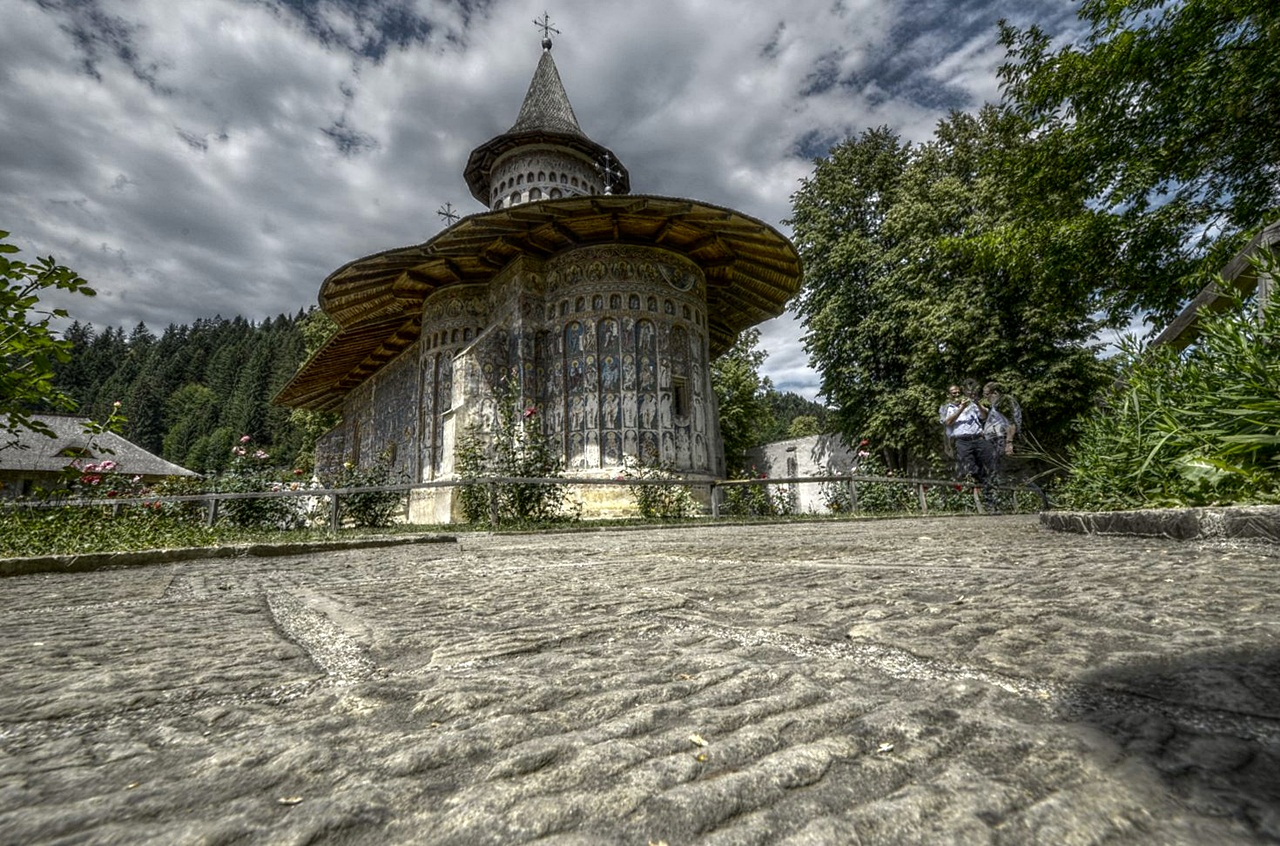
Воронецький монастир, Румунія
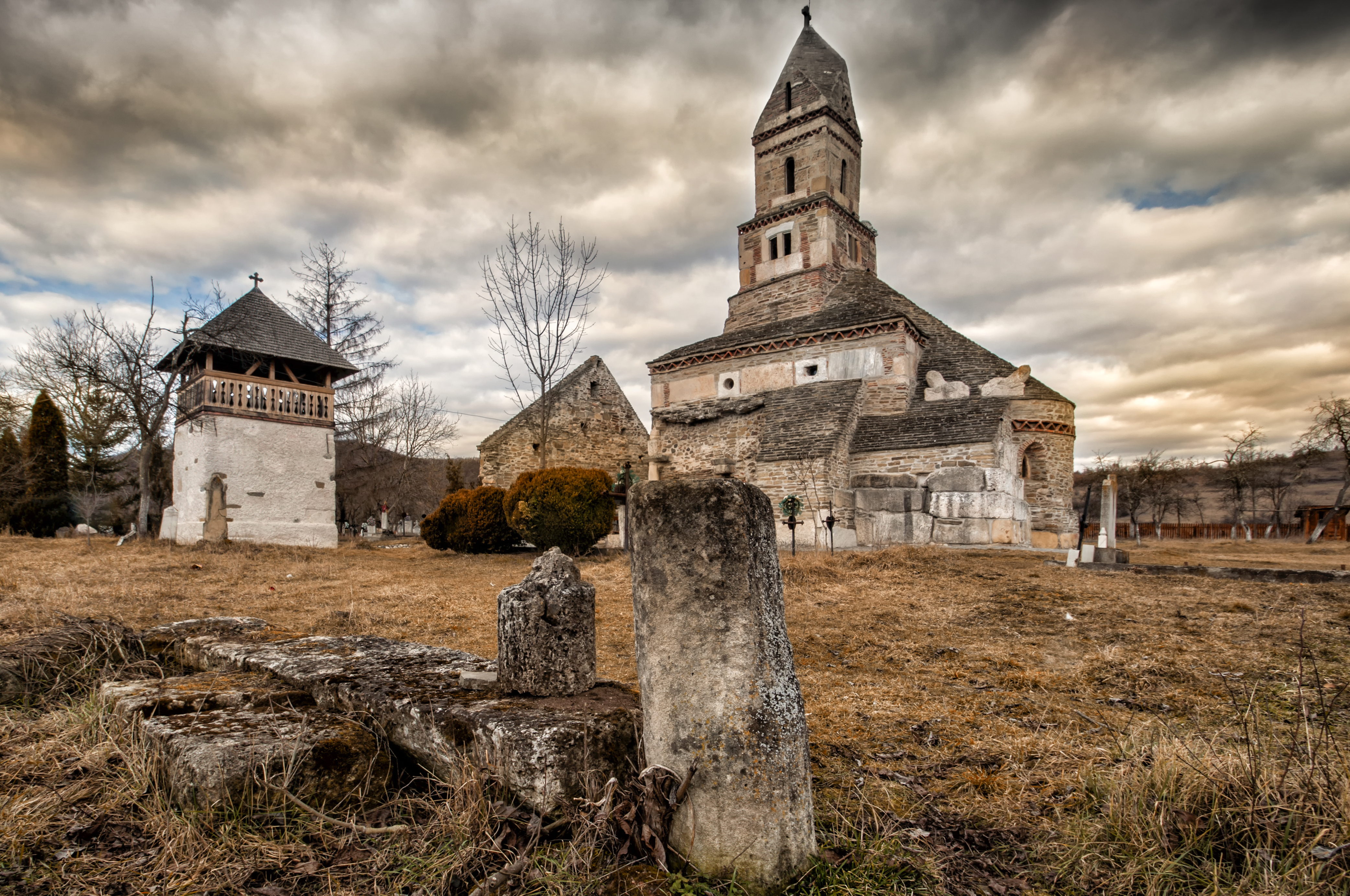
Romano-Gothic[en] Православна церква у Densuș[en]
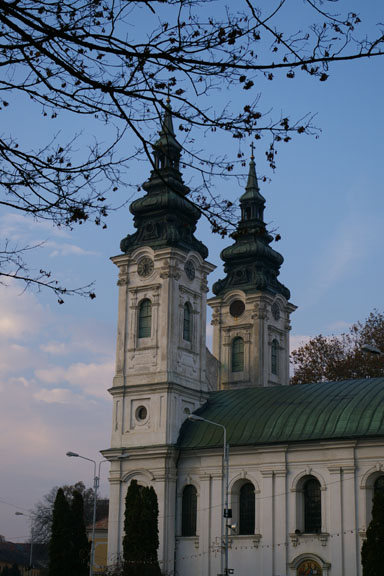
Барокова Православна церква у Лугожі
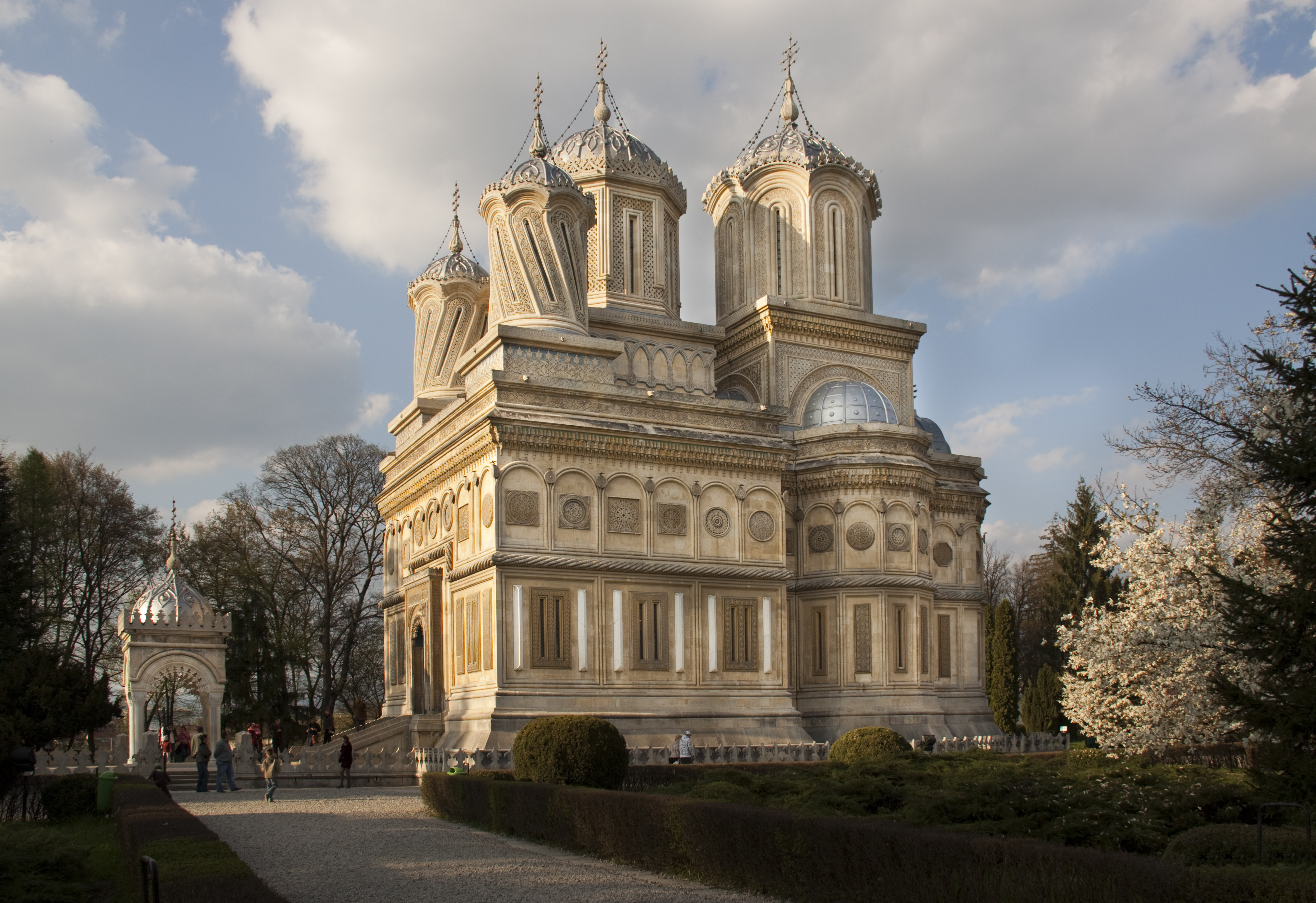
Православна церква у Куртя-де-Арджеш
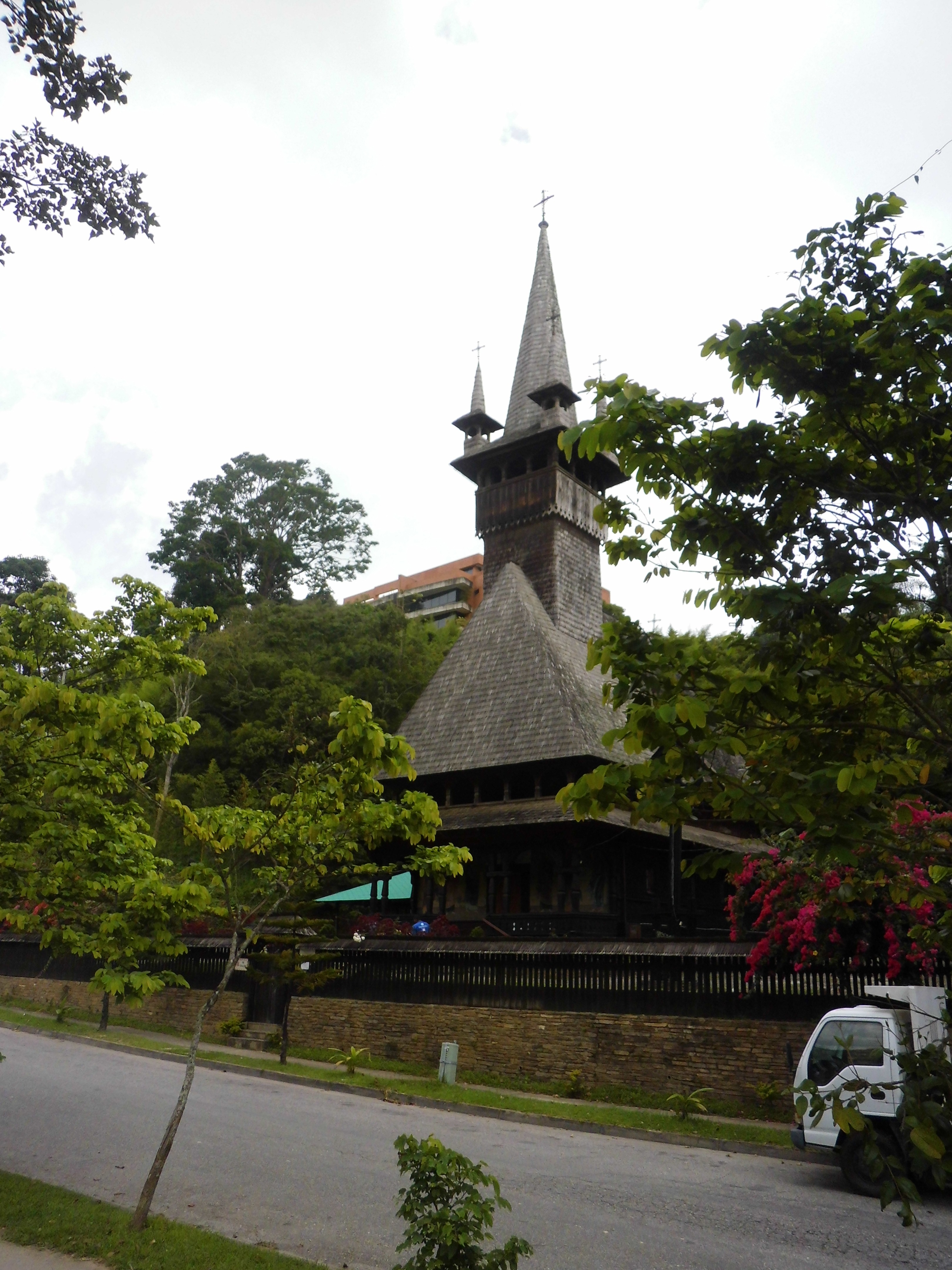
Православна церква (Church of St. Constantine and Helena[en]) у Каракасі, Венесуела
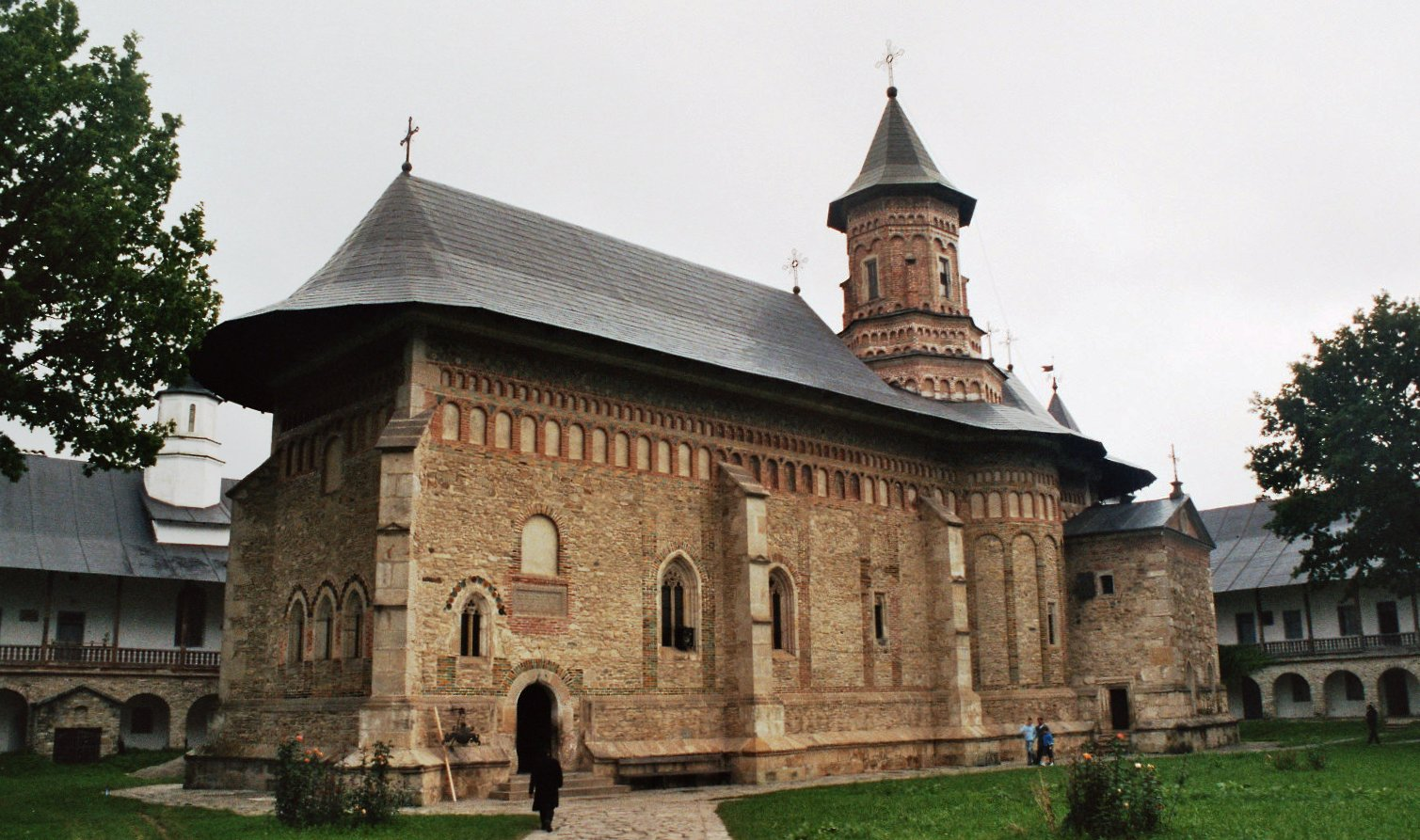
Православна церква у Нямецькій лаврі
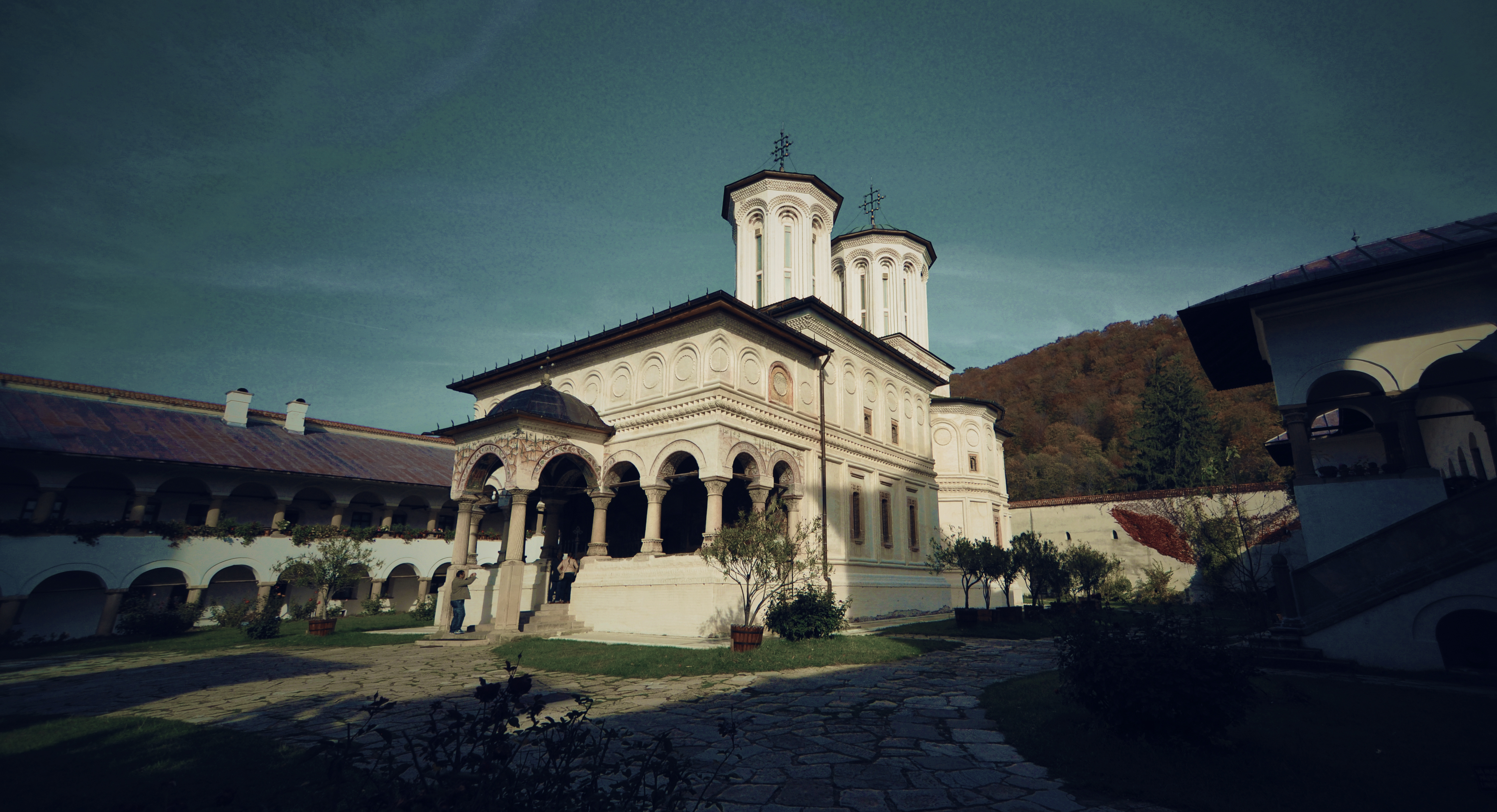
Православна церква у Монастирі Хорезу, Romania
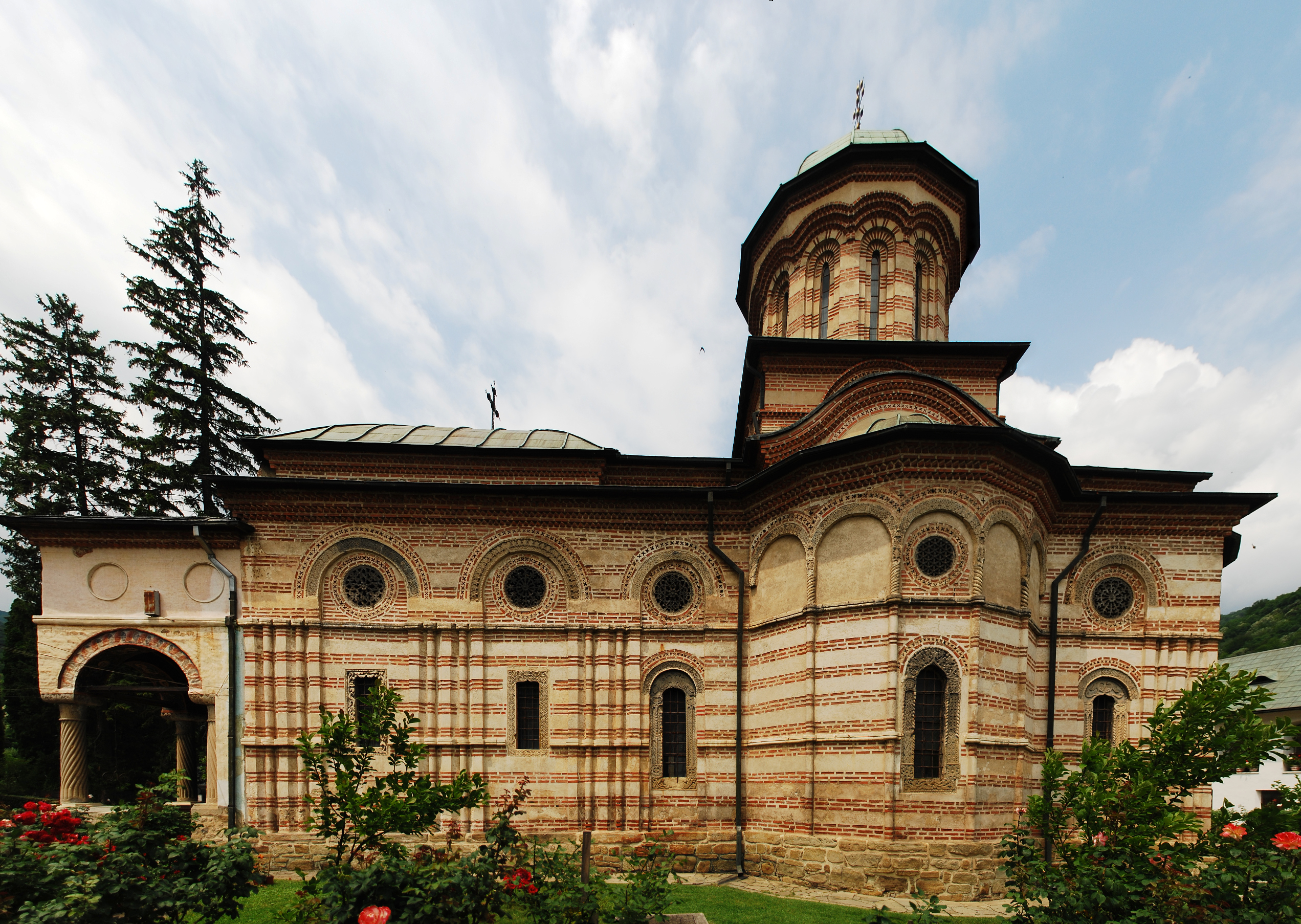
Православна церква у Călimănești-Căciulata[en]
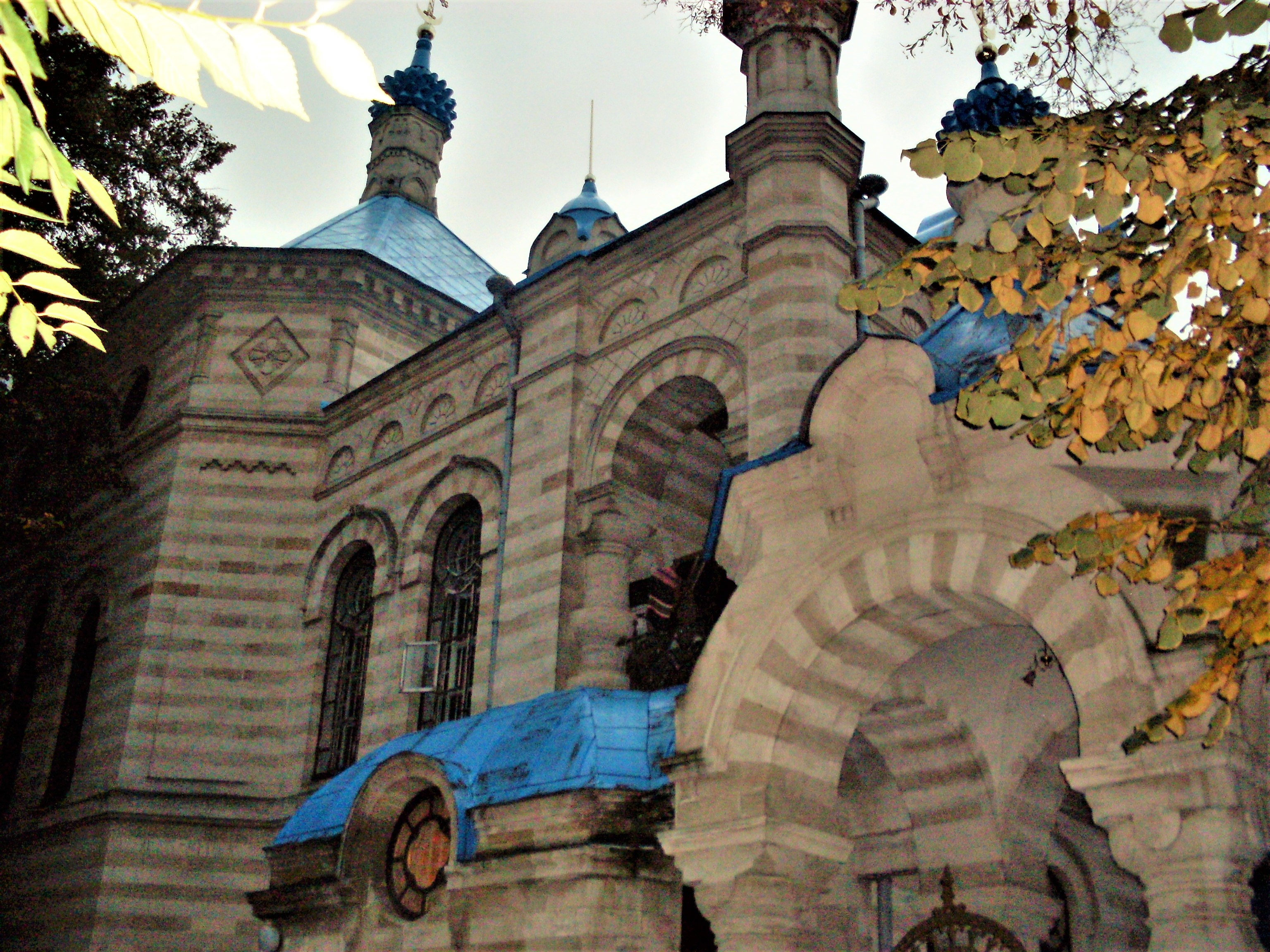
Неовізантійський Православний собор (Церква Святої Феодори із Сіхли)
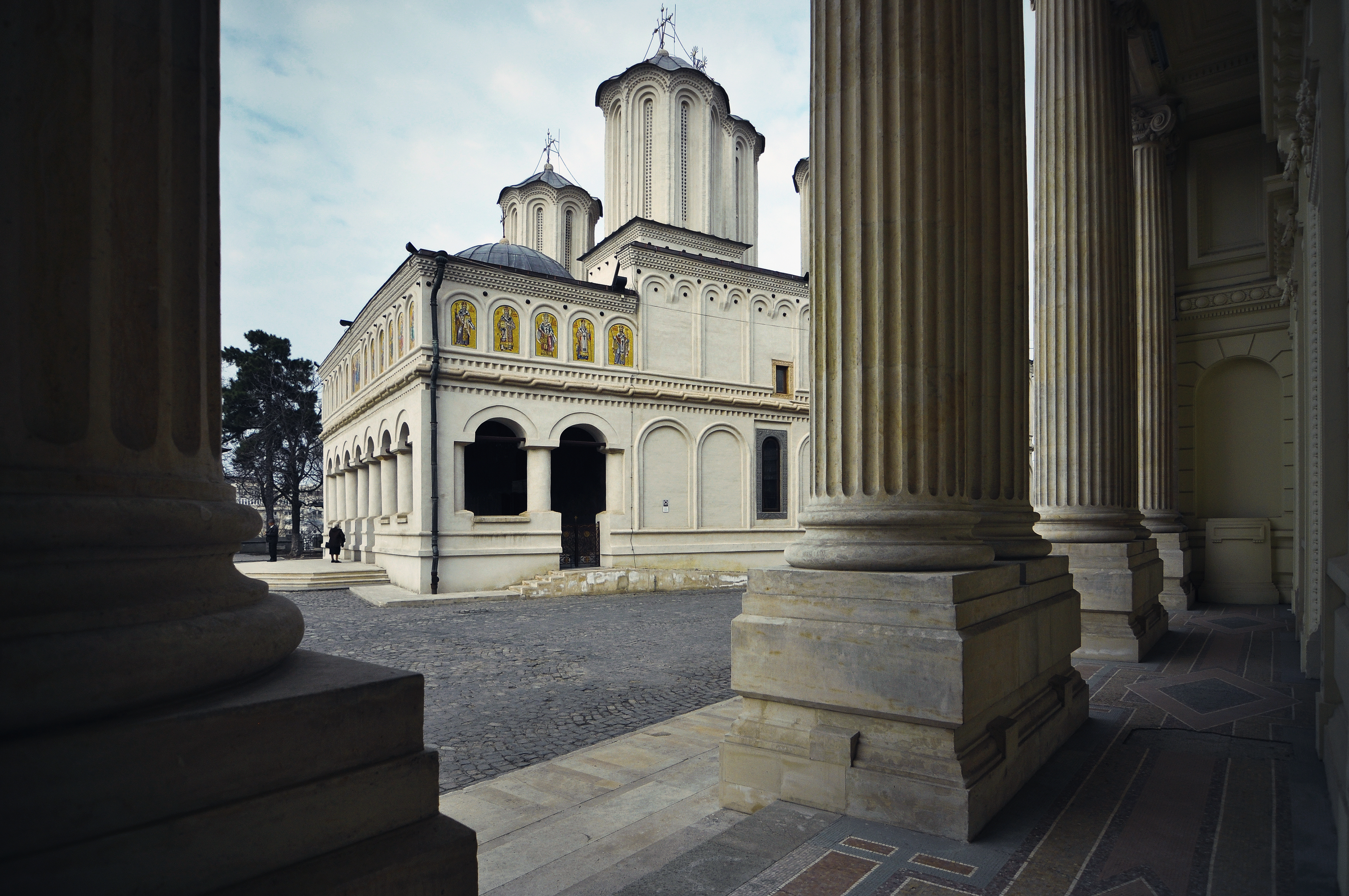
The Palace of the Romanian Patriarchate[en] (the former Palace of the Assembly of Deputies
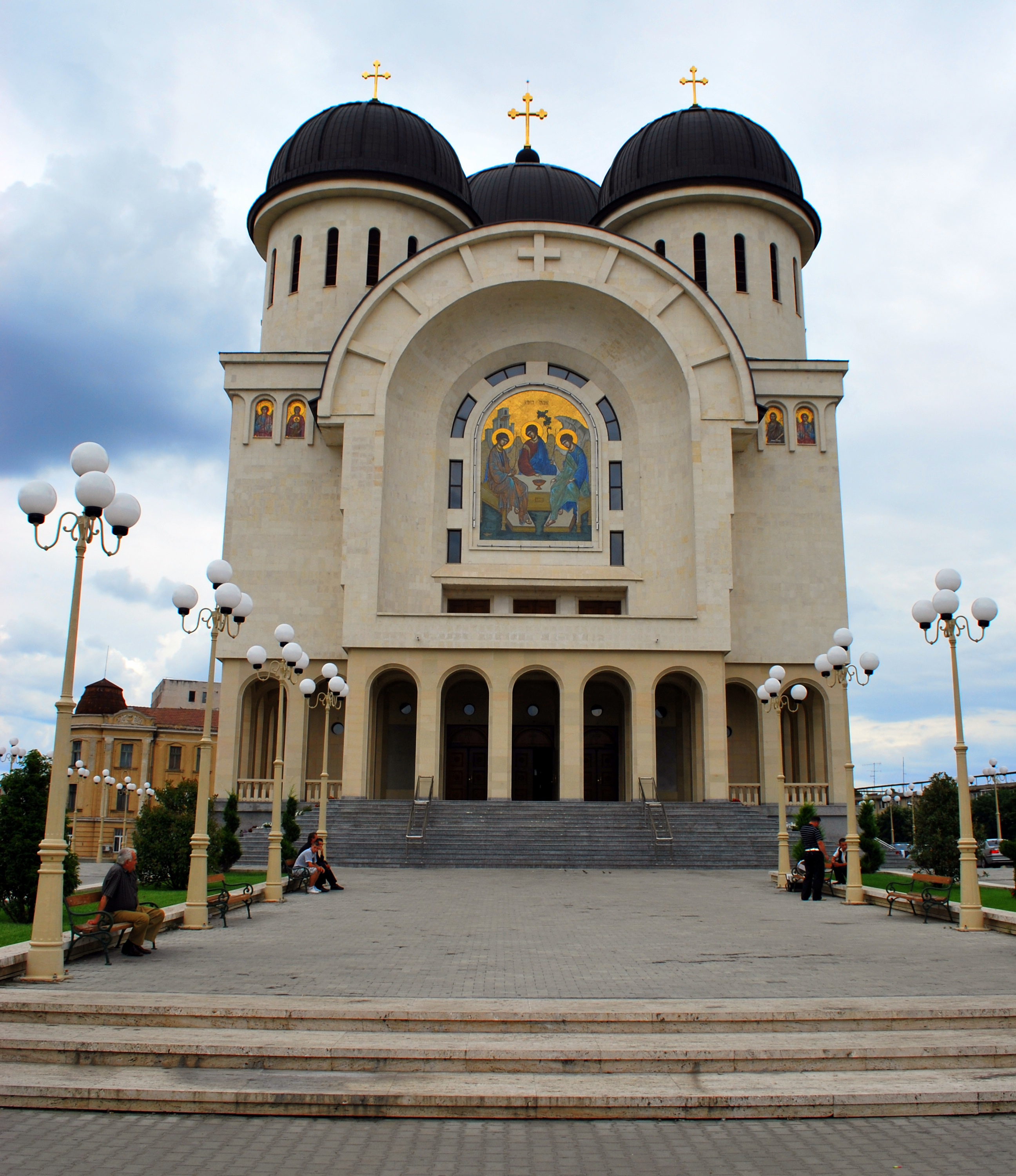
New Holy Trinity Cathedral of Arad[en], перший собор, побудований після Румунської революції
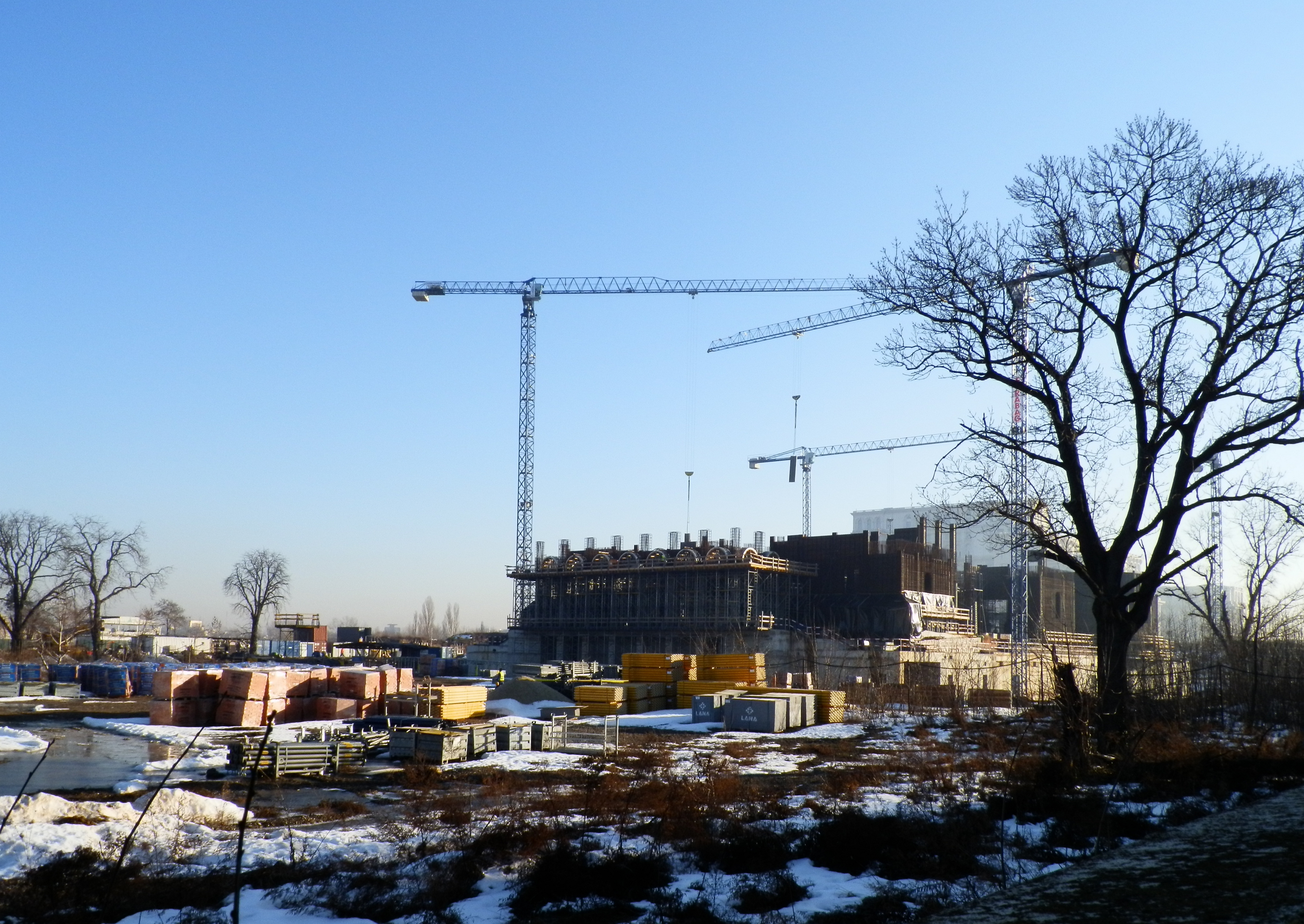
Собор спасіння нації, Бухарест (under construction)
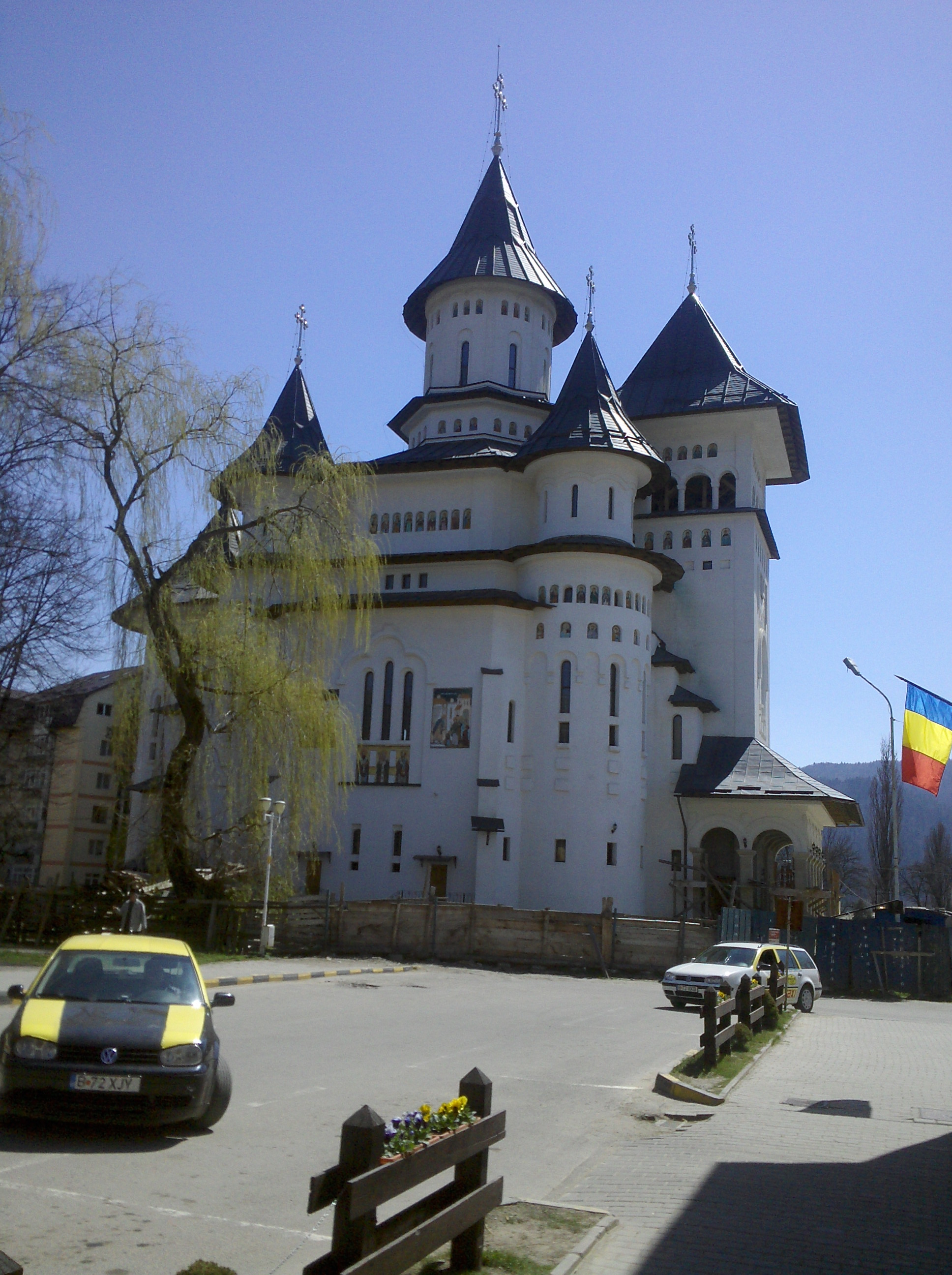
Православна церква у Гура-Гуморі, Румунія
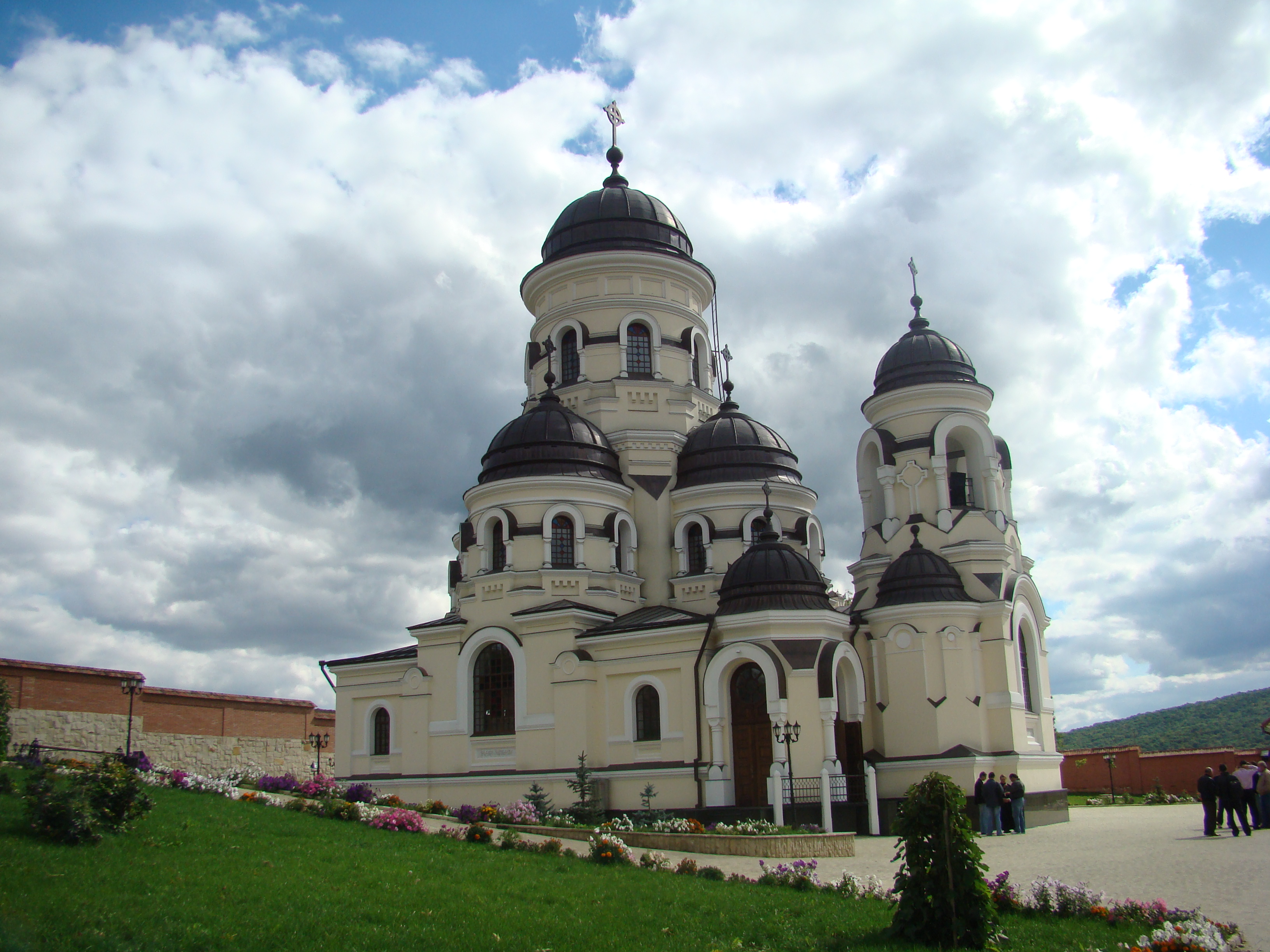
Православна церква у Кепріані, Молдова
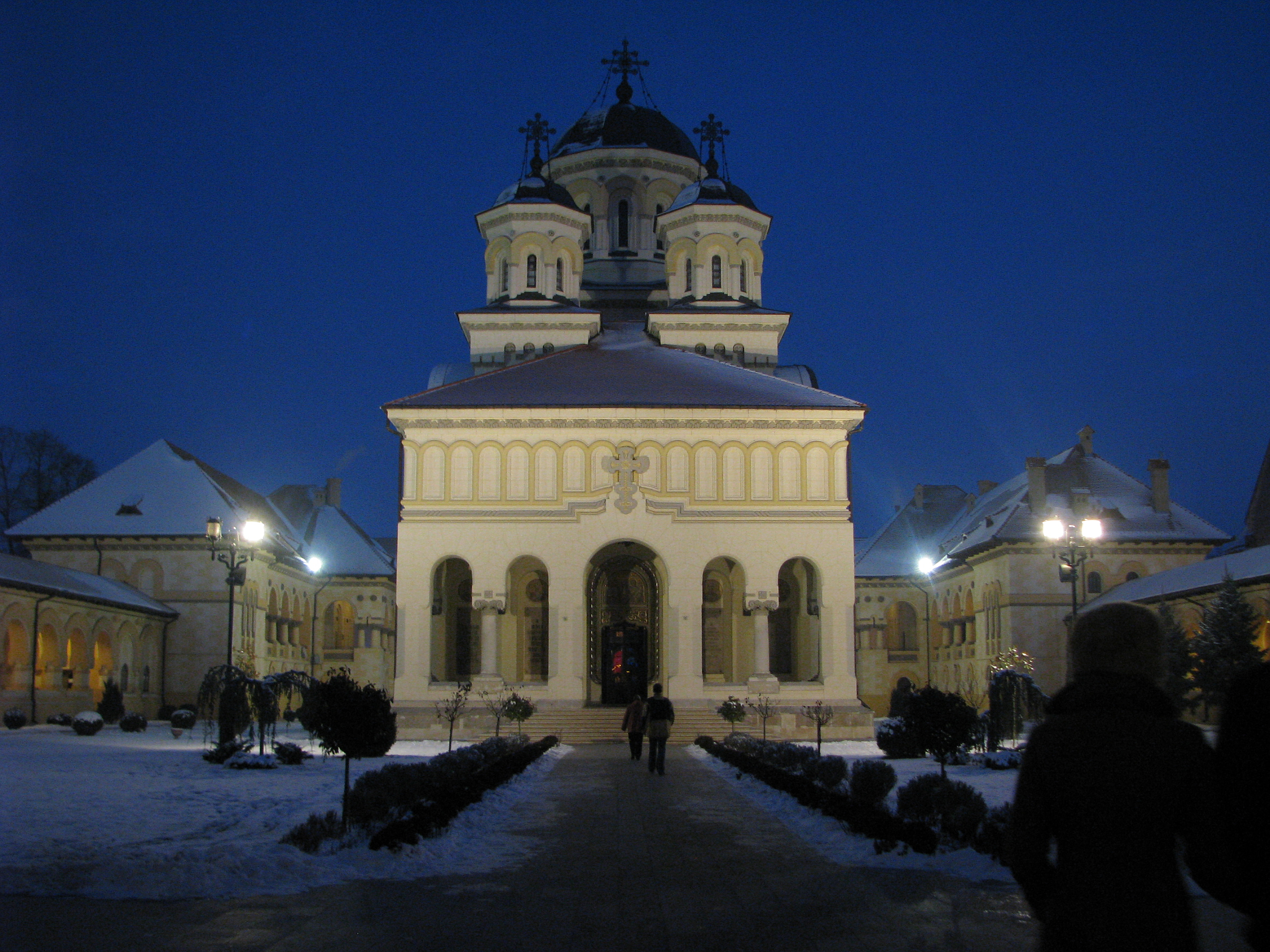
Православний собор у Алба-Юлії